# Список эпизодов мультсериала «Царь горы»
Ниже приведен список эпизодов анимированного телевизионного сериала Царь горы. Премьера мультсериала длилась с 12 января 1997 по 6 мая 2010.

## Сезоны
| Сезон | Сезон | Количество эпизодов | Дата выпуска   | Дата выхода DVD | Дата выхода DVD | Дата выхода DVD  |
| Сезон | Сезон | Количество эпизодов | Дата выпуска   | Регион 1        | Регион 2        | Регион 4         |
| ----- | ----- | ------------------- | -------------- | --------------- | --------------- | ---------------- |
|       |       |                     |                |                 |                 |                  |
|       | 1     | 12                  | 1997           | 1 июля 2003     | 13 марта 2006   | 15 марта 2006    |
|       |       |                     |                |                 |                 |                  |
|       | 2     | 23                  | 1997—1998      | 11 ноября 2003  | 13 марта 2006   | 23 мая 2006      |
|       |       |                     |                |                 |                 |                  |
|       | 3     | 25                  | 1998—1999      | 28 декабря 2003 | 28 августа 2006 | 26 сентября 2006 |
|       |       |                     |                |                 |                 |                  |
|       | 4     | 24                  | 1999—2000      | 3 мая 2005      | 15 января 2007  | 20 июня 2007     |
|       |       |                     |                |                 |                 |                  |
|       | 5     | 20                  | 2000—2001      | 22 ноября 2005  | 26 февраля 2007 | 2 апреля 2008    |
|       |       |                     |                |                 |                 |                  |
|       | 6     | 22                  | 2001—2002      | 2 мая 2006      |                 |                  |
|       |       |                     |                |                 |                 |                  |
|       | 7     | 23                  | 2002—2003      |                 |                 |                  |
|       |       |                     |                |                 |                 |                  |
|       | 8     | 22                  | 2003—2004      |                 |                 |                  |
|       |       |                     |                |                 |                 |                  |
|       | 9     | 15                  | 2004—2005      |                 |                 |                  |
|       |       |                     |                |                 |                 |                  |
|       | 10    | 15                  | 2005—2006      |                 |                 |                  |
|       |       |                     |                |                 |                 |                  |
|       | 11    | 12                  | 2007           |                 |                 |                  |
|       |       |                     |                |                 |                 |                  |
|       | 12    | 22                  | 2007—2008      |                 |                 |                  |
|       |       |                     |                |                 |                 |                  |
|       | 13    | 24                  | 2008—2010      |                 |                 |                  |
|       |       |                     |                |                 |                 |                  |
|       | 14    | 10                  | 4 августа 2025 |                 |                 |                  |

### Первый сезон: 1997
| # | Название серии                                            | Режиссёр(ы)    | Сценарист(ы)                   | Премьера        | Код серии |
| --- | --------------------------------------------------------- | -------------- | ------------------------------ | --------------- | --------- |
| 1 | «Pilot» Пилотная серия                                    | Уес Арчер      | Майк Джадж и Грег Дэниелс      | 12 января, 1997 | 4E01      |
| Во время игры в бейсбол Бобби получает мячом в глаз, в результате на месте удара образуется гематома, и это даёт повод социальным работникам подозревать Хэнка в жестоком обращении с детьми.                                                                                                   |                                                           |                |                                |                 |           |
| 2 | «Square Peg» Старомодная Пег                              | Гэри МакКэрвер | Джо Стиллман                   | 19 января 1997  | 4E02      |
| Бобби приносит из школы домой разрешение на сексуальное образование, которое должны подписать родители. А преподавателем по этому предмету выбрана замещающий учитель года-1996 Пегги Хилл. |                                                           |                |                                |                 |           |
| 3 | «The Order of the Straight Arrow» Орден «Прямой стрелы»   | Клэй Хэлл      | Черил Холидей                  | 2 февраля 1997  | 4E03      |
| Хэнк и Дейл устраивают Бобби, Джозефу и Рэнди игру в Вуматанья и охоту на бекасов, в которую они сами играли, будучи детьми. Между тем, Пегги покупает себе туфли своего, 16 ½ размера. Примечание: Этот эпизод был посвящён памяти Виктора Аарона, оригинального голоса Джона Красный Початок. |                                                           |                |                                |                 |           |
| 4 | «Luanne's Saga» Сага Луэн                                 | Пэтти Синогова | Пол Либерштейн                 | 16 февраля 1997 | 4E04      |
| Когда Луэнн рассталась с Бакли, Хэнк решает найти ей нового парня. Но в итоге Хэнк узнаёт, что Луэнн начинает крутить роман с Бумхауэром. |                                                           |                |                                |                 |           |
| 5 | «Hank's Got the Willies» Хэнк и Вилли Нельсон             | Монт Янг       | Джонни Хардвик                 | 9 февраля 1997  | 4E05      |
| Благодаря Бобби Хэнку удается сыграть в гольф вместе с кумиром своего детства - Вилли Нельсоном. |                                                           |                |                                |                 |           |
| 6 | «Westie Side Story» Вестисайдская история                 | Брайн Шизли    | Джонотан Эйбл и Глен бергер    | 2 марта 1997    | 4E06      |
| У Хэнка появляются новые соседи из Лаоса, но отношения с ними могут быть испорчены из-за подозрения Хэнка в том, что они используют собачье мясо в качестве основного ингредиента для гамбургеров.                                                                                              |                                                           |                |                                |                 |           |
| 7 | «Hank's Unmentionable Problem» Неприличная проблема Хэнка | Адам Кухлмэн   | Майк Джадж и Грег Дэниелс      | 23 февраля 1997 | 4E07      |
| Когда у Хэнка обнаружился запор, Пегги посоветовала ему сесть на диету. Но разве Хэнк может отказаться от любимых бургеров и пива? |                                                           |                |                                |                 |           |
| 8 | «Shins of the Father» По стопам отца                      | Мартин Арчер   | Алан Р. Коуэн и Алан Фридлэнд  | 23 марта 1997   | 4E08      |
| На день рожденья Бобби приезжает отец Хэнка Коттон и пытается научить мальчика правильной жизни и как обращаться с девушками. Вот только его принципы являются резким проявлением сексизма. |                                                           |                |                                |                 |           |
| 9 | «Peggy the Boggle Champ» Пегги — чемпион по Богглу        | Чак Шитз       | Джонотан Эйбл и Глен бергер    | 13 апреля 1997  | 4E09      |
| Пегги едет в Даллас на первенство Техаса по Богглу и берёт с собой Хэнка в качестве тренера. Но у Хэнка в Далласе есть несколько другие интересы. Бобби и Луэнн остаются дома и пытаются чем-нибудь себя развлечь.                                                                              |                                                           |                |                                |                 |           |
| 10 | «Keeping Up With Our Joneses» Берегитесь наших Джонсов    | Джон Райс      | Джонотан Колиер и Джо Стиллмэн | 27 апреля 1997  | 4E10      |
| В мусорном баке Бобби и Джозеф обнаружили пачку сигарет... В наказание за курение Хэнк заставил Бобби выкурить целый блок сигарет Manitoba. Но запах, идущий от сигареты, заставил Хэнка, а заодно и Пегги, вспомнить ощущения, которые они испытывали последний раз 12 лет назад.              |                                                           |                |                                |                 |           |
| 11 | «King of the Ant Hill» Король муравейника                 | Гэри МакКавер  | Джон Хардвик и Поул Либерштейн | 4 мая 1997      | 4E13      |
| Хэнк покупает себе новый газон, чтобы достойно принять у себя вечеринку, и Дейл решает на этом немного заработать, предлагая ему провести дезинфекцию газона. |                                                           |                |                                |                 |           |
| 12 | «Plastic White Female» Пластиковая белая женщина          | Джефф Миерс    | Дэвид Цукерман                 | 11 мая 1997     | 4E11      |
| Луэнн приносит домой пластиковую голову, чтобы тренироваться на её волосах, но тут оказывается, что эта голова нужна Бобби... чтобы отрабатывать поцелуи. |                                                           |                |                                |                 |           |

### Второй сезон: 1997—1998
| # | Название серии                                                                     | Режиссёр(ы)       | Сценарист(ы)                                                | Премьера         | Код серии |
| --- | ---------------------------------------------------------------------------------- | ----------------- | ----------------------------------------------------------- | ---------------- | --------- |
| 13 | «How to Fire a Rifle Without Really Trying» Как без практики научиться стрелять    | Адам Кухлмэн      | Пол Либерштейн                                              | 21 сентября 1997 | 5E01      |
| Бобби обнаружил в себе талант к стрельбе и просит Хэнка помочь ему, приняв участие в ежегодном стрелковом турнире "Отец и сын". А Хэнк понимает, что стрелять он почти не умеет.                                                              |                                                                                    |                   |                                                             |                  |           |
| 14 | «Texas City Twister» Техасское городское торнадо                                   | Джефф Миерс       | Черил Холидей                                               | 12 октября 1997  | 5E02      |
| Благодаря тому, что Хэнк вернул трейлер Луэнн в обычное положение, она сможет вернуться на прежнее место жительства. И тут по новостям сообщают, что на Арлен надвигается гигантский торнадо.                                                 |                                                                                    |                   |                                                             |                  |           |
| 15 | «The Arrowhead» Наконечник стрелы                                                  | Клэй Хэлл         | Джонотан Айбел                                              | 19 октября 1997  | 5E04      |
| Хэнк случайно обнаружил на своем газоне наконечник индейской стрелы и показывает его профессору археологии Арленского университета. Тот сразу понимает, что на этом можно много заработать.                                                   |                                                                                    |                   |                                                             |                  |           |
| 16 | «Hilloween» Хеллоуин                                                               | Джон Райс         | Дэвид Цукерман                                              | 26 октября 1997  | 5E06      |
| Хэнк хочет провести Хеллоуин как положено: с привидениями, ведьмами и рогатыми чертиками. Но этому противятся члены клуба "Hallelujah House" и завербованная ими Луэнн.                                                                       |                                                                                    |                   |                                                             |                  |           |
| 17 | «Jumpin' Crack Bass» Крэковый окунь-попрыгун                                       | Гэри МакКавер     | Алан Р. Коуэн и Алан Фридлэнд                               | 2 ноября 1997    | 5E03      |
| Из-за того, что на червь в Арленском озере уже не клюёт ни одна рыба, Хэнк решает использовать купленную у некого Джека приманку, даже не догадываясь, что это - крэк.                                                                        |                                                                                    |                   |                                                             |                  |           |
| 18 | «Husky Bobby» Здоровяк Бобби                                                       | Мартин Арчер      | Джонотан Колиер                                             | 9 ноября 1997    | 5E05      |
| После посещения магазина большой одежды "Shelwin's" Бобби предлагают стать фотомоделью. Но Хэнк не может допустить такого развития событий.                                                                                                   |                                                                                    |                   |                                                             |                  |           |
| 19 | «The Man Who Shot Cane Skretteberg» Человек, который стреляется с Cane Skretteberg | Монти Янг         | Джонни Хардвик                                              | 16 ноября 1997   | 5E07      |
| Хэнк, Бумхауэр, Билл и Дейл решают поставить на место зазнавшихся музыкантов панк-группы "Cane Skretteburg" и вызывают их на турнир по пейнтболу.                                                                                             |                                                                                    |                   |                                                             |                  |           |
| 20 | «The Son That Got Away» Сын уходит                                                 | Трисиа Гарсиа     | Джим Даутерив                                               | 23 ноября 1997   | 5E08      |
| После срыва урока в Арленской школе Бобби и Конни, вместо того, чтобы отбывать наказание, вместе с Джозефом решили отправиться в находящуюся рядом пещеру, где по статистике происходит половина всех незапланированных беременностей Арлена. |                                                                                    |                   |                                                             |                  |           |
| 21 | «The Company Man» Человек компании                                                 | Клэй Хэлл         | Джим Даутерив                                               | 7 декабря 1997   | 4E12      |
| Хэнку приходится наряжаться настоящим техасским ковбоем, чтобы умиротворить интересы Холловея, богатого "Yankee", который может вложить немалые средства в Стриклэнд Пропан.                                                                  |                                                                                    |                   |                                                             |                  |           |
| 22 | «Bobby Slam» Удар Бобби                                                            | Крис Мойлер       | Джина Фатторе                                               | 14 декабря 1997  | 5E10      |
| Как и многие другие одноклассники, Бобби и Конни решают записаться в секцию рестлинга, но так как мест не хватает, всем желающим приходится участвовать в отборочном турнире, а в соперники Бобби достаётся Конни.                            |                                                                                    |                   |                                                             |                  |           |
| 23 | «The Unbearable Blindness of Laying» Невыносимая слепота                           | Синдай Тэнг       | Пол Либерштейн                                              | 21 декабря 1997  | 5E09      |
| В гости к Хиллам приехала мать Хэнка со своим новым ухажером, и через некоторое время Хэнк потерял зрение, когда увидел их занимающихся любовью на кухонном столе.                                                                            |                                                                                    |                   |                                                             |                  |           |
| 24 | «Meet the Manger Babies» Знакомьтесь: Manger Babies                                | Джефф Миерс       | Джонотан Айбел и Глен Бергер                                | 11 января 1998   | 5E12      |
| Хэнк сталкивается с дилеммой поистине библейских масштабов: либо ему придётся играть роль Бога в кукольном театре Луэнн «Manger Babies», либо он будет смотреть по телевизору матч за Суперкубок и оставит Луэнн без поддержки.               |                                                                                    |                   |                                                             |                  |           |
| 25 | «Snow Job» Заснеженная работа                                                      | Адам Кухлман      | Черил Холидей, Алан Р. Коуэн, Алан Фридлэнд и Джим Даутерив | 18 января 1998   | 5E11      |
| В Арлене впервые за долгое время выпал снег. Всё бы ничего, если бы Хэнк не узнал, что его босс, Бак Стрикланд, не менее заядлый любитель пропана, чем Хэнк, использует у себя дома... электрическую плиту.                                   |                                                                                    |                   |                                                             |                  |           |
| 26 | «I Remember Mono» Я помню Моно                                                     | Уем Арчер         | Пол Либерштейн                                              | 1 февраля 1998   | 5E13      |
| Пегги вспоминает историю с несостоявшимся ужином в 1973 и выясняет, что настоящей причиной отсутствия Хэнка была не травма спины, а... мононуклеоз, "поцелуйная болезнь".                                                                     |                                                                                    |                   |                                                             |                  |           |
| 27 | «Three Days of the Kahndo» Три дня в Кэхндоу                                       | Лаурен МакМуллман | Джон Элтскулер и Дэйв Крински                               | 5 февраля 1998   | 5E15      |
| Семьи Хилл и Суфанусинфон используют таймшер, чтобы отдохнуть в Мексике. И тут начинаются необыкновенные приключения, цель которых - любой ценой добраться до Соединённых Штатов.                                                             |                                                                                    |                   |                                                             |                  |           |
| 28 | «Traffic Jam» Пробка                                                               | Клэй Хэлл         | Джонни Хардвик                                              | 15 февраля 1998  | 5E14      |
| После столкновения автомобилей Хэнка и Кана, им обоим приходится обучаться на курсах вождения "защитного стиля управления автомобилем"... Где занятия ведет комик из местного Comedy Club, Роджер "Буда" Сек.                                 |                                                                                    |                   |                                                             |                  |           |
| 29 | «Hank's Dirty Laundry» Грязная прачечная Хэнка                                     | Шэун Кэшман       | Джонотан Айбел и Глен Бергер                                | 1 марта 1998     | 5E16      |
| Хэнк решает судиться с компанией Arlen Video из-за того, что его кредитная карточка заблокирована, поскольку он якобы брал напрокат кассету порнографического содержания "Наручники и ошейники" и не вернул её.                               |                                                                                    |                   |                                                             |                  |           |
| 30 | «The Final Shinsult» Финальное онаскорбление                                       | Джек Диер         | Алан Р. Коуэн и Алан Фридлэнд                               | 15 марта 1998    | 5E17      |
| Когда у Коттона Хилла отобрали права, он решил добыть их любым способом, используя Дейла и... деревянную ногу де Санта Анны, украденную в Арленском музее.                                                                                    |                                                                                    |                   |                                                             |                  |           |
| 31 | «Leanne's Saga» Сага Лили                                                          | Трисиа Гарсиа     | Дэвид Цукерман                                              | 19 апреля 1998   | 5E18      |
| Мать Луэнн Лили выходит на свободу и начинает жить с Хиллами, в то же время заводя отношения с Биллом, который и не подозревает, что Лили обставляет его полным дураком.                                                                      |                                                                                    |                   |                                                             |                  |           |
| 32 | «Junkie Business» Наркоман в бизнесе                                               | Синдай Тэнг       | Джим Даутерив                                               | 26 апреля 1998   | 5E19      |
| Хэнку требуется работник на должность менеджера сопутствующих товаров, и он случайно нанимает человека, который употребляет наркотики. |                                                                                    |                   |                                                             |                  |           |
| 33 | «Life in the Fast Lane, Bobby's Saga» Жизнь на быстрой дороге или Сага Бобби       | Адам Кухлман      | Джон Элтскулер и Дэйв Крински                               | 3 мая 1998       | 5E21      |
| Бобби получает работу на Арленском стадионе и обнаруживает, что его у его босса "не все дома". В это время Бумхауэр получает возможность выиграть любительские гонки, главный приз которых - разрешение водить пейскар на гонках NASCAR.      |                                                                                    |                   |                                                             |                  |           |
| 34 | «Peggy's Turtle Song» Черепашья песня Пегги                                        | Джефф Миер        | Брент Форрестер                                             | 10 мая 1998      | 5E22      |
| После принятия Бобби особых таблеток, у него начинает проявляться гиперактивность. В это время Пегги временно уходит с работы и посвящает себя игре на гитаре.                                                                                |                                                                                    |                   |                                                             |                  |           |
| 35 | «Part I: Propane Boom» Взрыв пропана — Часть 1                                     | Гэри МакКавер     | Норм Хискок                                                 | 17 мая 1998      | 5E23      |
| Стриклэнд Пропан теряет лидирующие позиции в отрасли пропана, поскольку Mega Lo Mart добавил этот продукт в список продаваемых товаров. |                                                                                    |                   |                                                             |                  |           |

### Третий сезон: 1998—1999
| # | Название серии                                                                  | Режиссёр(ы)       | Сценарист(ы)                   | Премьера         | Код серии |
| --- | ------------------------------------------------------------------------------- | ----------------- | ------------------------------ | ---------------- | --------- |
| 36 | «Part II: Death of a Propane Salesman» Смерть пропанового талисмана – Часть 2   | Лаурен МакМуллман | Алан Р. Коуэн и Алан Фридлэнд  | 15 сентября 1998 | 5E24      |
| После взрыва Mega Lo Mart Хэнк обнаруживает, что пропан для него стал ничем не лучше любого другого взрывчатого вещества... А Луэнн сожалеет об утрате своих пышных волос. |                                                                                 |                   |                                |                  |           |
| 37 | «And They Call It Bobby Love» И они называют это Любовь Бобби                   | Синди Тэнг        | Норм Хискок                    | 22 сентября 1998 | 3ABE01    |
| У Бобби появляется подружка, 14-летняя Мари... В это время Хэнк с друзьями пытаются спасти от Arlen Sanitation старый кожаный диван, выброшенный Каном. |                                                                                 |                   |                                |                  |           |
| 38 | «Peggy's Headache» Головная боль Пегги                                          | Крис Моеллер      | Джо Стиллман                   | 6 октября 1998   | 5E20      |
| Пегги начала писать колонки в Arlen Bystander, в то же время, её радость по этому поводу омрачается, когда она узнает об отношениях между Джоном Редкорном и Нэнси Гриббл. |                                                                                 |                   |                                |                  |           |
| 39 | «Pregnant Paws» Беременные лапы                                                 | Крис Моеллер      | Джонотан Айбел и Глен Бергер   | 13 октября 1998  | 3ABE02    |
| Хэнк решает, что наступило время для того, чтобы у Ледибёрд появились щенки... В это время Дейл поступает на курсы Bounty Hunter, иначе говоря - Охотники за Головами. |                                                                                 |                   |                                |                  |           |
| 40 | «Next of Shin» По следам                                                        | Джефф Миерс       | Алан Р. Коуэн и Алан Фридлэнд  | 3 ноября 1998    | 3ABE05    |
| Хэнк и Пегги пытаются завести второго ребёнка, но старая проблема Хэнка дает о себе знать... К тому же в гости к Хиллам заезжает Коттон и его беременная жена Диди. |                                                                                 |                   |                                |                  |           |
| 41 | «Peggy's Pageant Fever» Лихорадка театрализованного представления Пегги         | Трисия Гарсия     | Норм Хискок                    | 10 ноября 1998   | 3ABE07    |
| Пегги хочет принять участие в конкурсе красоты "Mrs. Heimlich County Beauty", где главный приз - серебристый пикап марки Chevrolet. |                                                                                 |                   |                                |                  |           |
| 42 | «Nine Pretty Darn Angry Men» Девять симпатичных, проклятых, разгневанных мужчин | Шаун Кэшман       | Джим Даутерив                  | 17 ноября 1998   | 3ABE08    |
| Хэнк, Билл, Дейл и Бумхауэр отправляются на Lawn Mower focus group, где обсуждаются преимущества газонокосилки Mason 1500... Или всё-таки Mason 2500? |                                                                                 |                   |                                |                  |           |
| 43 | «Good Hill Hunting» Хорошая охота Хиллов                                        | Клэй Хэлл         | Джо Стиллман                   | 1 декабря 1998   | 3ABE04    |
| Хэнк хочет взять Бобби на оленью охоту, после которой его можно будет называть "мужчиной". Но у Хэнка нет разрешения на охоту, а все лицензии давно разобраны. |                                                                                 |                   |                                |                  |           |
| 44 | «Pretty, Pretty Dresses» Красивые-красивые платья                               | Доминик Пальцино  | Пол Либерштейн                 | 15 декабря 1998  | 3ABE10    |
| Во время Рождества Билл осознаёт, что ему очень не хватает бывшей жены Леноры, и не находит ничего лучшего, чем воплотить её образ в себе. |                                                                                 |                   |                                |                  |           |
| 45 | «A Fire Fighting We Will Go» Пожаротушение, мы идём                             | Синдай Тэнг       | Алан Р. Коуэн и Алан Фридлэнд  | 12 января 1999   | 3ABE11    |
| Захватывающая история о том, как Хэнк, Билл, Дейл и Бумхауэр решили стать пожарными, а в итоге оказались в полицейском участке. |                                                                                 |                   |                                |                  |           |
| 46 | «To Spank with Love» Шлёпать с любовью                                          | Адам Кухлмэн      | Дэвид Цукерман                 | 19 января 1999   | 3ABE03    |
| Пегги пригласили в школу в качестве замещающего учителя испанского. Но так как дисциплины в классе - полный ноль, ей приходится пользоваться старым добрым помощником - Стариной Шлепком. |                                                                                 |                   |                                |                  |           |
| 47 | «Three Coaches and a Bobby» Три тренера и Бобби                                 | Крис Моеллер      | Джонни Хардвик                 | 26 января 1999   | 3ABE12    |
| Для улучшения результатов «Cougars» Хэнк приглашает в команду своего бывшего тренера по футболу, главное достижение которого - вывод команды на чемпионат штата в 1974. |                                                                                 |                   |                                |                  |           |
| 48 | «De-Kahnstructing Henry» Де-каннструкция Генри                                  | Клэй Хэлл         | Пол Либерштейн                 | 2 февраля 1999   | 3ABE14    |
| Кан получает новую работу, но благодаря длинному языку быстро теряет её... При этом он затаил злобу на Хэнка, присутствие которого стало косвенной причиной его увольнения. |                                                                                 |                   |                                |                  |           |
| 49 | «The Wedding of Bobby Hill» Свадьба Бобби Хилла                                 | Джек Диер         | Джонотан Колайр                | 9 февраля 1999   | 3ABE09    |
| Запутывающая история о том, как у Луэнн появился новый парень, как Бобби и Луэнн подшучивали друг над другом, и как в итоге Бобби чуть было не женился на Луэнн. |                                                                                 |                   |                                |                  |           |
| 50 | «Sleight of Hank» Ловкость Хэнка                                                | Джон Миерс        | Джонотан Айбел и Глен Бергер   | 16 февраля 1999  | 3ABE15    |
| На дне рожденья Нэнси в качестве помощника мага выбрали Пегги... А Хэнк пытается выяснить секреты его фокусов, в частности, фокус с пиньятой. |                                                                                 |                   |                                |                  |           |
| 51 | «Return to La Grunta» Возвращение в «La Grunta»                                 | Джон МакКарвер    | Джон Витти                     | 23 февраля 1999  | 3ABE06    |
| Хэнк устраивает Луэнн на работу в La Grunta. Взамен Луэнн дарит Хэнку билет на одно плаванье вместе с дельфином. |                                                                                 |                   |                                |                  |           |
| 52 | «Escape from Party Island» Побег с тусовочного острова                          | Гэри МакКарвер    | Джонотан Колиер                | 16 марта 1999    | 3ABE16    |
| Хэнк везет свою мать и её подруг в Port Aransas, где главная его цель - следить за пожилыми женщинами, чтобы они никуда не разбежались. |                                                                                 |                   |                                |                  |           |
| 53 | «Love Hurts and So Does Art» Вред из-за любви и искусства                       | Адам Кухлмэн      | Джонн Элтскулер и Дэйв Крински | 23 марта 1999    | 3ABE13    |
| У Бобби из-за чрезмерного увлечения нью-йоркской едой обнаружилась подагра, и это не позволяет ему потанцевать с Конни на школьном балу... В это же время Хэнк в Арленском музее современного искусства пытается ликвидировать картину, на которой изображена его толстая кишка во время запора. |                                                                                 |                   |                                |                  |           |
| 54 | «Hank's Cowboy Movie» Ковбойский фильм Хэнка                                    | Щэун Кэшмэн       | Джим Даутерив                  | 6 апреля 1999    | 3ABE18    |
| Хэнк пытается изменить отношение Бобби к родному городу, ставшее более негативным... Но для этого нужно, чтобы тренировочная база "Даллас Ковбойз" перебралась в Арлен из Уичито-Фолс. |                                                                                 |                   |                                |                  |           |
| 55 | «Dog Dale Afternoon» Послеполуденный пёс Дейла                                  | Трисиа Гарсиа     | Джон Витти                     | 13 апреля 1999   | 3ABE17    |
| Дейл покупает себе новую газонокосилку, Allegro X9J, а Хэнк, Билл и Бумхауэр решают подшутить над ним, спрятав её. |                                                                                 |                   |                                |                  |           |
| 56 | «Revenge of the Lutefisk» Лютефисковая месть                                    | Джек Диер         | Джонотан Айбел и Глен Бергер   | 20 апреля 1999   | 3ABE19    |
| Бобби случайно спалил Арленскую церковь, используя спички, найденные в туалете... Спички, которые принадлежали его деду, Коттону. |                                                                                 |                   |                                |                  |           |
| 57 | «Death and Texas» Смерть и Техас                                                | Уес Арчер         | Джонн Элтскулер и Дэйв Крински | 27 апреля 1999   | 3ABE20    |
| Пегги отправляется в Арленскую тюрьму, чтобы поговорить с человеком, который приговорён к смертной казни... И у которого особенное отношение к Богглу, а именно - к песочным часам, которые используются в игре.                                                                                 |                                                                                 |                   |                                |                  |           |
| 58 | «Wings of the Dope» Крылья фантазии                                             | Синдай Тэнг       | Джонни Хардвик                 | 4 мая 1999       | 3ABE21    |
| К Луэнн в виде ангела приходит Бакли, который может помочь Луэнн сдать промежуточные экзамены в Arlen Beauty Academy... По крайней мере, так думает Луэнн. |                                                                                 |                   |                                |                  |           |
| 59 | «Take Me out of the Ball Game» Уберите меня из игры с мячом                     | Трисиа Гарсиа     | Джонн Витти                    | 11 мая 1999      | 3ABE22    |
| Хэнк становится играющим тренером команды по софтболу «Стриклэнд Пропан», а Пегги — питчером… А главный соперник команды Бака Стриклэнда — «Thatherton Fuels». |                                                                                 |                   |                                |                  |           |
| 60 | «Part I: As Old as the Hills» Старые Хиллы - Часть 1                            | Адам Кухлмэн      | Норм Хискок                    | 18 мая 1999      | 3ABE23    |
| Двадцатую годовщину свадьбу Хэнк и Пегги решают отметить с помощью прыжков с парашютом... В это же время Бобби пытается довезти до госпиталя Диди, у которой вот-вот появится ребёнок. |                                                                                 |                   |                                |                  |           |

### Четвёртый сезон: 1999—2000
| # | Название серии | Режиссёр(ы)               | Сценарист(ы)                  | Премьера         | Код серии |
| --- | --- | ------------------------- | ----------------------------- | ---------------- | --------- |
| 61 | «Part II: Peggy Hill: The Decline and Fall» Пегги Хилл: Спуск и падение - Часть 2                                              | Кэлл Хэйл                 | Пол Либерштейн                | 26 сентября 1999 | 3ABE24    |
| После падения с 8 тысяч футов Пегги отделывается только компрессионным переломом позвоночника... Помещенная в гипсовый корсет, она отправляется домой, где ей предстоит узнать трудности жизни с ограничениями.                                                  | |                           |                               |                  |           |
| 62 | «Cotton's Plot» Сюжет Коттона                                                                                                  | Энтони Лиои               | Джонатан Эбел и Гленн Бергер  | 3 октября 1999   | 4ABE01    |
| После снятия гипсового корсета Пегги осознаёт, что для полного восстановления сил ей потребуется достаточно много времени... А Коттон готов помочь ей в этом непростом деле... за небольшую услугу.                                                              | |                           |                               |                  |           |
| 63 | «Bills Are Made to Be Broken» Билл нужен, что разрушать                                                                        | Джефф Миерс               | Джон Элтскулер и Дэйв Крински | 24 октября 1999  | 4ABE02    |
| После многолетнего перерыва Билл возвращается в бывшую команду по футболу... Чтобы побить свой бывший рекорд по количеству тачдаунов. | |                           |                               |                  |           |
| 64 | «Little Horrors of Shop» Маленькие ужасы магазина                                                                              | Адам Кухман               | Кит Босс                      | 31 октября 1999  | 4ABE03    |
| После предложения Бака Стриклэнда взять двухнедельный отпуск, Хэнк решает временно устроиться учителем труда в Tom Landry Middle School... И невольно начинает вести с Пегги борьбу за звание "Замещающий учитель года-1999".                                    | |                           |                               |                  |           |
| 65 | «Aisle 8A» Ряд 8 а | Аллан Якобсен             | Гэрлэнд Тиста                 | 7 ноября 1999    | 4ABE04    |
| Кан и Мин уезжают на Гавайи, а Конни на целую неделю отправляется жить к Хиллам... К тому же юной девушке впервые приходится пережить такую любопытную вещь, как менструация.                                                                                    | |                           |                               |                  |           |
| 66 | «A Beer Can Named Desire» Пиво по имени Желание                                                                                | Чак Аустен и Крис Моеллер | Джим Даутерив                 | 14 ноября 1999   | 4ABE05    |
| Хэнк получает право выиграть миллион долларов, забросив футбольный мяч в десятифутовую банку пива Alamo... Тем временем Билл посещает своих родственников в Луизиане.                                                                                            | |                           |                               |                  |           |
| 67 | «Happy Hank's Giving» С подарками Хэнк                                                                                         | Мартин Арчер              | Алан Р. Коуэн и Алан Фридлэнд | 21 ноября 1999   | 4ABE08    |
| На день Благодарения Хиллы планируют отправиться в Монтану к матери Пегги... Но в это время на Арлен обрушивается снежная буря. | |                           |                               |                  |           |
| 68 | «Not in My Back-Hoe» Не в моём экскаваторе                                                                                     | Шаун Кэшмэн               | Пол Либерштейн                | 28 ноября 1999   | 4ABE06    |
| Во время похода в Mega Lo Mart Хэнк находит себе друга, очень похожего на него, что очень не нравится Биллу и Дейлу. | |                           |                               |                  |           |
| 69 | «To Kill a Ladybird» Убить Ледибёрд                                                                                            | Уес Арчер                 | Норм Хискок                   | 12 декабря 1999  | 4ABE07    |
| Бобби заводит енота в качестве домашнего животного и отправляет его жить в мастерскую Хэнка... А через некоторое время у Ледибёрд и Дейла появляется подозрение на бешенство.                                                                                    | |                           |                               |                  |           |
| 70 | «Hillennium» Хиллениум | Трисиа Гарсиа             | Джонни Хардвик                | 19 декабря 1999  | 4ABE10    |
| Накануне встречи 2000 года Хэнк собирается подарить Пегги новый компьютер... Если бы только не опасение сбоя компьютеров. | |                           |                               |                  |           |
| 71 | «Old Glory» Старая слава | Гэри МакКарвер            | Норм Хискок                   | 9 января 2000    | 4ABE09    |
| После того, как Бобби по сочинению поставили "F", Пегги решает помочь ему довести оценку до "А"... Но для этого Пегги нужно написать новое сочинение, выдав его за сочинение Бобби.                                                                              | |                           |                               |                  |           |
| 72 | «Rodeo Days» Дни родео | Синди Тэнг Лавелэнд       | Джон Витти                    | 16 января 2000   | 4ABE11    |
| После посещения родео Бобби больше всего понравились не ковбои, и не лассо, а... клоуны. | |                           |                               |                  |           |
| 73 | «Part I: Hanky Panky» Часть 1: Хэнки-пэнки                                                                                     | Джефф Майерс              | Джим Доутер                   | 6 февраля 2000   | 4ABE13    |
| После того, как Миз Лиз, жена Бака Стриклэнда, застала его в объятиях секретарши Дебби, Хэнк стал управляющим Стриклэнд Пропан, Миз Лиз — её владельцем, а Дебби понизили до чистильщика цистерн... В это время Пегги начинает управлять закусочной Sugarfoot's. | |                           |                               |                  |           |
| 74 | «Part II: High Anxiety» Часть 2: Повышенная тревога                                                                            | Адам Кульман              | Алан Р. Коэн и Алан Фридленд  | 13 февраля 2000  | 4ABE14    |
| После нахождения в мусорном баке мёртвого тела Дебби, подозрение в убийстве падает на Хэнка... У которого, впрочем, есть алиби... заключавшееся в курении "травки".                                                                                              | |                           |                               |                  |           |
| 75 | «Naked Ambition» Обнаженная амбиция                                                                                            | Энтони Лиой               | Джонатан Айбел и Гленн Бергер | 20 февраля 2000  | 4ABE12    |
| Во время поездки на океан Бобби случайно видит Луэнн полностью обнажённой... Теперь познать такие же ощущения хочет и Джозеф. Бумхауэр, Билл и Дейл попадают в психиатрическую клинику.                                                                          | |                           |                               |                  |           |
| 76 | «Movin' On Up» Поторапливайся                                                                                                  | Клай Холл                 | Гирлян Тес                    | 27 февраля 2000  | 4ABE16    |
| Луэнн переезжает на участок, граничащий с Хиллами, и пытается жить самостоятельно... Но всё начинает меняться, когда ей приходится делить только что полученный дом ещё с тремя соседями.                                                                        | |                           |                               |                  |           |
| 77 | «Bill of Sales» Купчий Билл | Доминик Польчино          | Пауль Либерштейн              | 12 марта 2000    | 4ABE15    |
| Пегги начинает вкладывать средства в финансовую пирамиду Meta Life, а Билл становится менеджером по продажам. | |                           |                               |                  |           |
| 78 | «Won't You Pimai Neighbor?» Пимаи будет у нас по соседству?                                                                    | Бухвэн Лим и Кионджи Лим  | Джонн Элтшолер и Дэйв Крински | 19 марта 2000    | 4ABE18    |
| Кан приглашает Хиллов на празднование Нового Года по Восточному календарю — Пимаи, где буддистские монахи признали в Бобби реинкарнацию Санглуга — буддистского ламы.                                                                                            | |                           |                               |                  |           |
| 79 | «Hank's Bad Hair Day» Плохой день для волос Хэнка                                                                              | Гэри Мак Карвер           | Джон Витти                    | 9 апреля 2000    | 4ABE19    |
| Хэнку требуется новый парикмахер, и Билл соглашается стричь его два раза в месяц... Но цена за одну стрижку армейского парикмахера довольно высока — $900. | |                           |                               |                  |           |
| 80 | «Meet the Propaniacs» Знакомьтесь - «The Propaniacs»                                                                           | Шон Кэшман                | Бо Комплек                    | 16 апреля 2000   | 4ABE17    |
| Хэнк, Луэнн, Бобби и некоторые работники из Стриклэнд Пропан организуют комедийную группу "The Propaniacs", основная задача которой — рассказать населению о преимуществе пропана перед другими энергоресурсами.                                                 | |                           |                               |                  |           |
| 81 | «Nancy's Boys» Мальчики Нэнси                                                                                                  | Триша Гарсия              | Джонатан Айбел и Гленн Бергер | 30 апреля 2000   | 4ABE20    |
| После посещения ресторана "That's Amore" Дейл и Нэнси начинают испытывать друг к другу давно забытые чувства. | |                           |                               |                  |           |
| 82 | «Flush with Power» Промывка от власти                                                                                          | Аллан Якобсен             | Алекс Грегори и Питер Хьюик   | 7 мая 2000       | 4ABE22    |
| Из-за сильной засухи и водного трафика в Арлене совет по районированию и ресурсам принял решение перейти на унитазы с пониженным расходом воды. | |                           |                               |                  |           |
| 83 | «Transnational Amusements Presents: Peggy's Magic Sex Feet» Транснациональные забавы представляют: Волшебные секси-ножки Пегги | Синди Тан-Лавленд         | Джонатан Колье                | 14 мая 2000      | 4ABE21    |
| Благодаря своим длинным ступням Пегги решает сняться в Peggy's Magic Sex Feet, которое размещается в Internet специально для фетишистов. | |                           |                               |                  |           |
| 84 | «Peggy's Fan Fair» Пегги на музыкальном фестивале                                                                              | Джефф Майерс              | Алан Р. Коэн и Алан Фридленд  | 21 мая 2000      | 4ABE23    |
| После поездки в Нэшвилл на музыкальный фестиваль Пегги убеждается, что Рэнди Трэвис украл слова песни о её детстве. | |                           |                               |                  |           |

### Пятый сезон: 2000—2001
| # | Название серии                                                                | Режиссёр(ы)                 | Сценарист(ы)                  | Премьера        | Код серии |
| --- | ----------------------------------------------------------------------------- | --------------------------- | ----------------------------- | --------------- | --------- |
| 85 | «The Perils of Polling» Рискованность голосования                             | Ким Кен-Хи Лим и Вухан Лим  | Джим Доутер                   | 1 октября 2000  | 5ABE02    |
| После посещения предвыборной кампании кандидата Джорджа Буша-младшего Хэнк расценивает его слабое рукопожатие как отсутствие сильного характера. |                                                                               |                             |                               |                 |           |
| 86 | «The Buck Stops Here» Бак останавливается здесь                               | Майк Димартино              | Норд Хискок                   | 5 ноября 2000   | 5ABE01    |
| Чтобы как-нибудь занять время летних каникул, Хэнк решает отправить Бобби работать у Бака Стриклэнда... помощником для гольфа. |                                                                               |                             |                               |                 |           |
| 87 | «I Don't Want to Wait for Our Lives to Be Over» Успеть по-молодости           | Адам Кульман                | Пауль Либерштейн              | 12 ноября 2000  | 4ABE24    |
| После возвращения с каникул Бобби обнаруживает, что Джозеф стал выше его на шесть дюймов... К тому же у Джозефа выросли усы и появились желания, о которых раньше он даже и думать не смел. |                                                                               |                             |                               |                 |           |
| 88 | «Spin the Choice» Вращение выбора                                             | Аллан Якобсен               | Пол Либерштейн                | 19 ноября 2000  | 5ABE05    |
| Бобби всегда мечтал собственноручно разрезать индейку на День благодарения... Но тут Джон Редкорн рассказывает ему, как появился этот ненавистный индейцам праздник. |                                                                               |                             |                               |                 |           |
| 89 | «Peggy Makes the Big Leagues» Пегги делает высшую лигу                        | Доминик Польчино            | Джонни Хардвик                | 26 ноября 2000  | 5ABE04    |
| Пегги замещает учителя геометрии в средней школе Арлена. В её классе оказывается одна из звёзд местной команды по американскому футболу. Дэвид Калаики-Аваи "Летучий Гаваец" не слишком увлечен учебой, что заставляет поставить ему "неуд". Оценка исключает лучшего защитника из командных соревнований.                |                                                                               |                             |                               |                 |           |
| 90 | «When Cotton Comes Marching Home» Когда Котон подходит только для марша дома  | Триша Гарсия                | Алан Р. Коэн И Алан Фридленд  | 3 декабря 2000  | 5ABE03    |
| В городе скоро будет карнавал. Идея Пегги о новой платформе с сюжетом о ветеранах войны побеждает в городском совете. Отец Хэнка, Коттон, чтобы прокормить новорожденного сына и жену, вынужден идти работать. Коттон оказывается в бедственном материальном положении, что мешает ему участвовать в параде героев войны. |                                                                               |                             |                               |                 |           |
| 91 | «What Makes Bobby Run?» Что заставляет Бобби бежать?                          | Синди Тан-Лавленд           | Алекс Грегори и Питер Хьюик   | 10 декабря 2000 | 5ABE07    |
| Бобби становится "Длиннорогом" - талисманом школьной футбольной команды. Он не учитывает лишь одного - футбольных традиций "МакМейнербейских трёпок". |                                                                               |                             |                               |                 |           |
| 92 | «Twas the Nut Before Christmas» Долбаное рождество                            | Джефф Майерс                | Джон Альтшулер и Дэйв Крински | 17 декабря 2000 | 5ABE08    |
| Новый Год, у Билла снова перспектива остаться одному на праздники. Он находит выход - устраивает из своего дома площадку Санта-Клауса для детей. И в поисках семьи не замечает как приглашает в дом проходимца. |                                                                               |                             |                               |                 |           |
| 93 | «Chasing Bobby» В погоне за Бобби                                             | А. Лиой                     | Гирлян Тес                    | 21 января 2001  | 5ABE10    |
| У Хэнка окончательно ломается его старый пикап. Но воспоминания и чувства привязанности к старым вещам мешают Хэнку принять решение о замене машины. Бобби помогает решить проблему. |                                                                               |                             |                               |                 |           |
| 94 | «Yankee Hankee» Янки Хэнки                                                    | Адам Кульман                | Бо Комплек                    | 4 февраля 2001  | 5ABE06    |
| Хэнк узнает, что не настоящий техасец, потому что место его рождения - Нью-Йорк. Подробности рождения тщательно скрываются от Хэнка. |                                                                               |                             |                               |                 |           |
| 95 | «Hank and the Great Glass Elevator» Хэнк и большой стеклянный лифт            | Гэри Мак Карвер             | Джонатан Коллиер              | 11 февраля 2001 | 5ABE12    |
| У Билла день рождения. Билл, Хэнк, Дейл и Бумхауэр едут отдыхать, где Билл знакомится с бывшим губернатором Техаса Энн Ридчардс. Бывшая жена Билла заинтересована в мужчине, который бросит ради неё губернатора - женщину.                                                                                               |                                                                               |                             |                               |                 |           |
| 96 | «Now Who's the Dummy?» Кто теперь кукла?                                      | Доминик Польчино            | Джонни Хардвик                | 18 февраля 2001 | 5ABE14    |
| Бобби становится владельцем куклы чревовещателя. Дейл испытывает чувство страха по отношению к кукле. |                                                                               |                             |                               |                 |           |
| 97 | «Ho Yeah!» Хо Еа!                                                             | Триша Гарсия                | Алекс Грегори и Питер Хьюик   | 25 февраля 2001 | 5ABE15    |
| Бак Стриклэнд нанимает нового сотрудника - девушку. Хэнк и Пегги узнают о бедственном положении девушки и предлагают ей помощь. Но девушка не особо пылает желанием продавать пропан. |                                                                               |                             |                               |                 |           |
| 98 | «The Exterminator» Истребитель                                                | Шон Кэшман                  | Дин Янг                       | 4 марта 2001    | 5ABE09    |
| Вследствие работы здоровье Дейла пошатнулось, что вынудило бросить любимую работу. Дейл устраивается в офис, где его очень быстро повышают. |                                                                               |                             |                               |                 |           |
| 99 | «Luanne Virgin 2.0» Луан - девственница 2.0                                   | Адам Кульман                | Бо Комплек                    | 11 марта 2001   | 5ABE16    |
| Луэнн принимает решение быть девственницей. Пегги и Хэнк берут на себя обязательства за сохранением обещания Луэнн. Хэнк узнает, что он не был первым мужчиной Пегги. |                                                                               |                             |                               |                 |           |
| 100 | «Hank's Choice» Выбор Хэнка                                                   | Ким Кен-Хи Лим и Бухван Лим | Джон Витти                    | 1 апреля 2001   | 5ABE11    |
| У Бобби аллергия на животных. Из-за Ледибёрд Бобби не может находиться в доме. Хэнку не легко смириться с тем, что Ледибёрд больше не может жить в доме. |                                                                               |                             |                               |                 |           |
| 101 | «It's Not Easy Being Green» Это не легко быть зеленым                         | Джефф Майерс                | Джон Альтшулер и Дэйв Крински | 8 апреля 2001   | 5ABE18    |
| У Бобби новый учитель. Мистер МакКей активно защищает окружающую среду. Он пытается защитить от уничтожения Арленский карьер, к защите присоединяются Хэнк, Билл и Дейл. Им есть что скрывать. |                                                                               |                             |                               |                 |           |
| 102 | «The Trouble with Gribbles» Проблемы с работой                                | Шон Кэшман                  | Джим Доутер                   | 22 апреля 2001  | 5ABE19    |
| У жены Дейла - Нэнси проблемы с работой. Она склонна считать, что виной всему - возраст, и ситуацию может изменить пластическая операция. Дейл решает отсудить деньги на операцию у табачной компании, т.к. от пассивного курения старение кожи Нэнси стало более стремительным.                                          |                                                                               |                             |                               |                 |           |
| 103 | «Hank's Back Story» История про спину Хэнка                                   | Синди Тан-Лавленд           | Алан Р. Коэн и Алан Фридленд  | 6 мая 2001      | 5ABE17    |
| Дейл, Хэнк, Билл и Бумхауэр решают участвовать в гонках на газонокосилках. У Хэнка обнаруживают болезнь "Синдром атрофии седалища", которая может помешать ему участвовать в гонках и которой он очень стесняется. |                                                                               |                             |                               |                 |           |
| 104 | «Kidney Boy and Hamster Girl: A Love Story» Почечник и Хомячка: История любви | Гэри Мак Карвер             | Гарленд Тес                   | 13 мая 2001     | 5ABE22    |
| У Бобби проблемы со старшеклассниками. Чтобы приобрести авторитет среди старшеклассников, Бобби помогает старшей школе выиграть конкурс по выступлению группы "No Doubt". |                                                                               |                             |                               |                 |           |

### Шестой сезон: 2001—2002
| # | Название серии                                                                  | Режиссёр(ы)                 | Сценарист(ы)                 | Премьера        | Код серии |
| --- | ------------------------------------------------------------------------------- | --------------------------- | ---------------------------- | --------------- | --------- |
| 105 | «Bobby Goes Nuts» Бобби бьёт по шарам                                           | Триша Гарсия                | Норд Хисюк                   | 11 ноября 2001  | 5ABE24    |
| Чтобы научиться самозащите от хулиганов, Бобби идет в группу по самозащите Христианских женщин, где его учат эффективной женской самозащите от преступников и насильников. Бобби отлично пользуется новым приемом, называемым "по шарам". |                                                                                 |                             |                              |                 |           |
| 106 | «Soldier of Misfortune» Солдат неудачи                                          | Энтони Лиой                 | Джей Би Кук                  | 9 декабря 2001  | 6ABE02    |
| Дейл в предвкушении новых выборов в "Стрелковый клуб". Но в итоге выборов побеждает другой человек, что заставляет Дейла впасть в депрессию. Чтобы хоть как-то поддержать друга, Хэнк и Билл придумывают шпионские приключения Дейлу. |                                                                                 |                             |                              |                 |           |
| 107 | «Lupe's Revenge» ???Отец, сын, и Иисус Христос???                               | Аллан Якобсен               | Дин Янг                      | 12 декабря 2001 | 5ABE13    |
| Пегги замещает учителя испанского в средней школе Тома Лэндри. По плану уроков, ей и ребятам из класса предстоит экскурсия в Мексику. В результате которой, весь класс попадает не на фабрику, а на скотобойню. При этом Пегги увозит домой мексиканскую девочку. |                                                                                 |                             |                              |                 |           |
| 108 | «The Father, the Son, and J.C.» Отец, сын, и Иисус Христос                      | Триша Гарсия                | Этан Коэн                    | 16 декабря 2001 | 6ABE04    |
| Скоро рождество и Хэнк участвует в благотворительной программе по строительству домов переселенцам. Признательность Хэнка Баку Стриклэнду вызывает отеческую ревность Коттона Хилла. Скоро вспыхивает конфликт между Хэнком и Коттоном. |                                                                                 |                             |                              |                 |           |
| 109 | «Father of the Bribe» Отец Невесты                                              | Синди Тан-Лавленд           | Дин Янг                      | 6 января 2002   | 6ABE06    |
| Кан Суфанусинфон против того, чтобы его дочь встречалась с Бобби Хиллом. Он предлагает Бобби деньги за то, чтобы он бросил Конни. Обманув отца, они наслаждаются выигрышем. |                                                                                 |                             |                              |                 |           |
| 110 | «I'm with Cupid» Я с Купидоном                                                  | Аллан Якобсен               | Джон Элачево и Дэйв Крински  | 10 февраля 2002 | 6ABE09    |
| В школе Тома Лэндри день Святого Валентина. Бобби получил много цветов от девочек в знак симпатии. Канни тоже подарила Бобби цветок, хотя они уже не встречаются. Пегги и Хэнк оставляют Бобби на попечение Билла, который провоцирует Бобби на тоску по Конни и надежду о её возвращении. |                                                                                 |                             |                              |                 |           |
| 111 | «Torch Song Hillogy» Олимпийский огонь Хэнка                                    | Энтони Лиой                 | Эмили Спайви                 | 17 февраля 2002 | 6ABE12    |
| В Солт-Лейк-Сити пройдет зимняя олимпиада. Олимпийский огонь пронесут по улицам Арлена. Эта честь выпала Хэнку, который нервничает из-за этого. Бобби озабочен тем, что еще ни разу не выигрывал ни один кубок, в отличие от своего отца. |                                                                                 |                             |                              |                 |           |
| 112 | «Joust Like a Woman» Дерись как женщина                                         | Доминик Польчино            | Гарланд Тес                  | 24 февраля 2002 | 6ABE03    |
| У Хэнка новый клиент. Это король на ярмарке Средневековья. Чтобы заключить крупную сделку, король предлагает Пегги стать участницей шоу. |                                                                                 |                             |                              |                 |           |
| 113 | «The Bluegrass Is Always Greener» Мятлик всегда зеленее                         | Неизвестно                  | Неизвестно                   | 24 февраля 2002 | 6ABE14    |
| Конни не нравится исполнять классическую музыку на скрипке. Она мечтает о выступлениях в стиле кантри. В тайне от отца она, Хэнк, Дейл, Билл и Бумхауэр играют кантри в ансамбле. И вскоре отправляются на конкурс ансамблей кантри. |                                                                                 |                             |                              |                 |           |
| 114 | «The Substitute Spanish Prisoner» Испанский узник вышедший на замену            | Ким Кен-Хи Лим и Боухан Лим | Этан Коэн                    | 3 марта 2002    | 5ABE21    |
| Для подтверждения собственной гениальности Пегги проходит IQ тест в одном из интернет порталов. Портал принадлежит Институту Интеллекта, который предлагает стать Пегги доктором наук, всего за 999 долларов. |                                                                                 |                             |                              |                 |           |
| 115 | «Unfortunate Son» Несчастный сын                                                | А. Лиой                     | Алекс Грегори и Питер Хьюик  | 10 марта 2002   | 5ABE20    |
| Дом, где собираются ветераны войны закрыли из-за не оплаты счетов. Для того, чтобы оплатить все счета, Хэнк решает пригласить в общество ветеранов войны ветеранов Вьетнамской войны. Но так ли им рады? |                                                                                 |                             |                              |                 |           |
| 116 | «Are You There God? It's Me, Margaret Hill» Кто здесь Бог? Это я, Маргарет Хилл | Гэри Мак Карвер             | Сиверт Гларум и Майкл Джамин | 17 марта 2002   | 6ABE07    |
| Пегги находит работу по специальности на целый день. Она становится учителем испанского в католической школе. Но преподавать там могут лишь монахини. |                                                                                 |                             |                              |                 |           |
| 117 | «Tankin' It to the Streets» Танки на улицах                                     | Монте Янг Алан              | Р. Коэн и Алан Фридленд      | 31 марта 2002   | 6ABE10    |
| Билл видит свою медицинскую карту. Практически вся информация на ней замазана черным маркером. Дейл выкрадывает из части личное дело Билла, чтобы узнать что скрывает армейское правительство. В результате чего обнаруживается, что долгое время в тайне от Билла над ним испытывали новый препарат, который повлиял на внешний вид и депрессию Билла. Огорченный этим, Билл напивается и угоняет из военной части танк. |                                                                                 |                             |                              |                 |           |
| 118 | «Of Mice and Little Green Men» О мышах и маленьких зеленых человечках           | Шон Кэшман                  | Сиверт Гларум И Майкл Джамин | 7 апреля 2002   | 6ABE08    |
| Дейл решает, что Джозеф не его сын, а сын инопланетянина. Джозеф хочет вернуться к пришельцам, Дейл и Хэнк пытаются вернуть сбежавшего мальчика. |                                                                                 |                             |                              |                 |           |
| 119 | «A Man Without a Country Club» Мужчина без загородного клуба                    | Ким Кен-Хи Лим и Боухан Лим | Ки бо                        | 14 апреля 2002  | 6ABE11    |
| Кан Суфанусинфон старается стать членом в престижном клубе "Найн Риверс". Приглашенный в гости к Кану, один из членов комиссии по приему в клуб, замечает Хэнка и приглашает его на игру в гольф в клубе. |                                                                                 |                             |                              |                 |           |
| 120 | «Beer and Loathing» Пиво и ненависть                                            | Доминик Польчино            | Этан Коэн                    | 14 апреля 2002  | 6ABE13    |
| С прилавков Арлена пропадает пиво "Аламо". Позвонив на горячую линию пива "Аламо", Пегги предлагают работу телефонным консультантом горячей линии пива "Аламо". Она дает подписку о неразглашении и узнает, что вся партия пива отправлена в Мексику. |                                                                                 |                             |                              |                 |           |
| 121 | «Fun with Jane and Jane» Веселье с Jane and Jane                                | Адам Кульман                | Гарланд Тес                  | 21 апреля 2002  | 6ABE15    |
| Бак Стриклэнд просит Хэнка убить своих страусов для получения страховки. Хэнк, Дейл, Билл и Бумхауэр не могут убить птиц из-за жалости. Луэнн и Пегги попадают в секту. |                                                                                 |                             |                              |                 |           |
| 122 | «My Own Private Rodeo» Моё личное родео                                         | Синдай Тэнг                 | Алекс Грегори и Питер Хаик   | 28 апреля 2002  | 6ABE16    |
| Нэнси и Дейл Гриббл планируют повторить свадебную церемонию. Нэнси хочет пригласить отца Дейла, с которым у Дейла конфликт. Отец Дейла работает на ярмарке "Голубое Родео". |                                                                                 |                             |                              |                 |           |
| 123 | «Sug Night» Безответная любовь                                                  | Адам Кульман                | Алекс Грегори и Питер Хьюик  | 5 мая 2002      | 6ABE05    |
| Хэнку приснился эротический сон с Нэнси. Пегги пытается решить проблему. |                                                                                 |                             |                              |                 |           |
| 124 | «Dang Ol' Love» Безответная любовь                                              | Гэри Мак Карвер             | Дин Янг                      | 5 мая 2002      | 6ABE17    |
| Сердцеед Бумхауэр влюбляется. Но возлюбленная не спешит отвечать на его чувства. |                                                                                 |                             |                              |                 |           |
| 125 | «Returning Japanese» Возвращение японского языка                                | Аллан Якобсен               | Ки Бо                        | 9 мая 2002      | 6ABE20    |
| Семья Хиллов с отцом Коттоном летит в Японию. Коттон должен попросить прощения у дамы за убийство её мужа во время войны. Но дверь квартиры японки открывает мужчина как две капли воды похожий на Хэнка. |                                                                                 |                             |                              |                 |           |
| 126 | «Returning Japanese II» Возвращение японского языка 2                           | Энтони Лиой                 | Алекс Грегори и Питер Хьюик  | 12 мая 2002     | 6ABE21    |
| Продолжение предыдущей серии |                                                                                 |                             |                              |                 |           |

### Седьмой сезон: 2002—2003
| # | Название серии                                                                                  | Режиссёр(ы)            | Сценарист(ы)                 | Премьера        | Код серии |
| --- | ----------------------------------------------------------------------------------------------- | ---------------------- | ---------------------------- | --------------- | --------- |
| 127 | «Get Your Freak Off» Получите своего фрика обратно                                              | Триша Гарсия           | Гирлян Тес                   | 3 ноября 2002   | 7ABE01    |
| Хэнк и Пегги знакомятся с родителями подружки Бобби. Новые знакомые придерживаются иных представлений о воспитании детей. Пегги озабочена мнением соседок о сексуальности её мужа. |                                                                                                 |                        |                              |                 |           |
| 128 | «The Fat and the Furious» Толстый и разъяренный                                                 | Аллан Якобсен          | Алекс Грегори и Питер Хайк   | 10 ноября 2002  | 7ABE03    |
| Билл соревнуется в конкурсе поедания хот-догов и претендует на первое место наравне с лаосским чемпионом. |                                                                                                 |                        |                              |                 |           |
| 129 | «Bad Girls, Bad Girls, Whatcha Gonna Do» Плохие девчонки, плохие девчонки, что вы будите делать | Кёнги Лим и Боухан Лим | Том Сондерс и Келл Кахун     | 17 ноября 2002  | 6ABE19    |
| К Конни Суфанусинфон приезжает двоюродная сестра Тид Пао Суфанусинфон из Лос Анджелеса. Тид Пао надо вернуть партию наркотиков метамфетамина своим дилерам. Она может изготовить метамфетамин, получив все необходимые ингредиенты от Бобби. |                                                                                                 |                        |                              |                 |           |
| 130 | «Goodbye Normal Jeans» До свидания нормальные джинсы                                            | Кёнги Лим и Боухан Лим | Ки Бо                        | 24 ноября 2002  | 6ABE01    |
| Бобби делает успехи в домоводстве. Готовит, убирает, шьёт. Пегги это бесит. |                                                                                                 |                        |                              |                 |           |
| 131 | «Dances with Dogs» Танцы с собаками                                                             | Энтони Лиои            | Норд Хисюк                   | 1 декабря 2002  | 7ABE02    |
| Бобби находит новое увлечение - собачий фристайл.Он и собака Софанусифонов решает участвовать в конкурсе, где будет участвовать Хэнк и Ледибёрд. |                                                                                                 |                        |                              |                 |           |
| 132 | «The Son Also Roses» Сын Розы                                                                   | Доминик Полчино        | Дэн Мак Грат                 | 8 декабря 2002  | 6ABE22    |
| Бобби вступает в школьную команду по американскому футболу в качестве менеджера по полотенцам. Вскоре разочаровавшийся в новом занятии, он находит интерес в выращивании роз. Хэнк, надеющийся видеть Бобби всегда и во всём первым, записывает сына участником конкурса по выращиванию роз.                                                                           |                                                                                                 |                        |                              |                 |           |
| 133 | «The Texas Skilsaw Massacre» Техасская резня Skilsaw                                            | Шон Кэшман             | Алан Р. Коэн и Алан Фридленд | 15 декабря 2002 | 6ABE18    |
| Однажды утром Хэнк обнаруживает тоннель под своим домом, ведущий к дому Грибблов. По указанию властей, Хэнк не может жить в доме, пока не починит перекрытия под домом. До конца ремонта, семью Хэнка приглашают пожить к себе Грибблы. Во время ремонта перекрытий, Хэнк отпиливает палец Дейлу, из-за чего суд постановляет Хэнку пройти курсы по управлению гневом. |                                                                                                 |                        |                              |                 |           |
| 134 | «Full Metal Dust Jacket» Пыльная цельнометаллическая оболочка                                   | Адам Кульман           | Дэн Мак Грат                 | 5 января 2003   | 7ABE04    |
| Пегги берет в аренду книжный магазин. Но дела идут не очень, и она разрешает Дейлу продавать в своем магазине оружие. |                                                                                                 |                        |                              |                 |           |
| 135 | «Pigmalion» Пигмалион                                                                           | Доминик Полчино        | Джонатан Коллиер             | 12 января 2003  | 5ABE23    |
| У Луэнн новый поклонник. Это крупный бизнесмен - владелец свинофермы. Он видит в Луэнн образ женщины из детства. Пегги против этих отношений, ведь она теряет контроль над Луэнн. |                                                                                                 |                        |                              |                 |           |
| 136 | «Megalo Dale» Мегало Дейл                                                                       | Синди Танг-Лавленд     | Б. Кук                       | 12 января 2003  | 7ABE05    |
| Хэнк и Стриклэнд Пропан советуют Дейла Мегало Марту в помощи избавиться от крыс. Хэнк не уверен, что Дейл хорошо выполнит работу, и решает помочь ему. |                                                                                                 |                        |                              |                 |           |
| 137 | «Boxing Luanne» Боксёрша Луэнн                                                                  | Майк Ди Мартино        | Дин Янг                      | 2 февраля 2003  | 7ABE07    |
| Луэнн начинает участвовать в боксерских боях на деньги. Бак Стриклэнд зарабатывает неплохие деньги на подставных боях. |                                                                                                 |                        |                              |                 |           |
| 138 | «Vision Quest» Поиски видения                                                                   | Доминик Полчино        | Этан Коэн                    | 9 февраля 2003  | 7ABE09    |
| Джон Редкорн хочет, чтобы Джозеф, как его сын прошел один из индейских обрядов. Этот обряд с помощью видений помогает открыть сущность судьбы. Дейл участвует в обряде и видит ведение, которое трактует по-своему. |                                                                                                 |                        |                              |                 |           |
| 139 | «Queasy Rider» Тошнотворный наездник                                                            | Уэс Арчер              | Ки Бо                        | 16 февраля 2003 | 7ABE10    |
| Чтобы преодолеть семейный кризис, Хэнк и Пегги воплощают мечту, которую хотели воплотить на пенсии - купить мотоцикл и путешествовать по стране. |                                                                                                 |                        |                              |                 |           |
| 140 | «Board Games» Настольные игры                                                                   | Кёнги Лим и Боухан Лим | Сиверт Гларум и Майкл Джамин | 2 марта 2003    | 7ABE08    |
| В школе сократили группу продленного дня из-за недостатка финансирования. Пегги, Нэнси и Мин решают участвовать в выборах в школьный совет, чтобы вернуть группу. Но каждая хочет стать кандидатом. |                                                                                                 |                        |                              |                 |           |
| 141 | «An Officer and a Gentle Boy» Офицер и Нежный мальчик                                           | Гэри Маккарвер         | Дэн Стерлинг                 | 9 марта 2003    | 7ABE06    |
| Коттон Хилл решает участвовать в воспитании Бобби. Он предлагает отправить Бобби в летнюю школу Форт Нокс, где когда-то учился сам. По его мнению, эта школа должна закалить характер мягкотелого Бобби. |                                                                                                 |                        |                              |                 |           |
| 142 | «The Miseducation of Bobby Hill» Неправильное образование Бобби Хилла                           | Триша Гарсия           | Тим Кростон и Чип Холл       | 16 марта 2003   | 7ABE11    |
| Хэнк решает, что Бобби необходимо занятие и правильное воспитание. Он предлагает Бобби поработать в Стриклэнд Пропан, где проходит месяц распродаж, за который решается, кто лучший продавец. Особое отношение Хэнка к клиентам должно показать Бобби образ идеального менеджера и помочь продать больше пропана.                                                      |                                                                                                 |                        |                              |                 |           |
| 143 | «The Good Buck» Хороший Бак                                                                     | Аллан Якобсен          | Алекс Грегори и Питер Хайк   | 30 марта 2003   | 7ABE13    |
| Бак Стриклэнд находится в кризисе: он проиграл в карты все свои деньги и вскоре у него развод с женой, которая застала Бака с любовницей. Бак находит новое занятие - изучение Библии, помогает ему в этом Луэнн. |                                                                                                 |                        |                              |                 |           |
| 144 | «I Never Promised You an Organic Garden» Я никогда не обещал вам органический сад               | Адам Кульман           | Тони Гама-Лобо и Ребекка Мэй | 13 апреля 2003  | 7ABE14    |
| Пегги находи новое занятие: она становится куратором органического огорода. Руководство школы считает, что площадь огорода лучше использовать под спортивные принадлежности. Пегги предлагает компромисс - овощами из огорода можно кормить спортивную команду. |                                                                                                 |                        |                              |                 |           |
| 145 | «Be True to Your Fool» Будь верен своему дураку                                                 | Энтони Лиои            | Дэн Мак Грат                 | 27 апреля 2003  | 7ABE12    |
| Билл заражает друзей педикулёзом, для того чтобы познакомиться с женщиной - врачом. Проделки Билла ставят под удар дружбу с Хэнком. На что способен Хэнк ради Билла? |                                                                                                 |                        |                              |                 |           |
| 146 | «Racist Dawg» Расистский чувак                                                                  | Майк Ди Мартино        | Б. Кук                       | 4 мая 2003      | 7ABE17    |
| Из-за утечки пропана в новом обогревателе Хэнк вынужден обратиться к сантехнику. Ледибёрд агрессивно ведет себя по отношению к новому сантехнику, что он трактует как расизм, так как он афроамериканец. Вскоре весь город считает, что Хэнк расист. |                                                                                                 |                        |                              |                 |           |
| 147 | «Night and Deity» Ночь и божество                                                               | Гэри Маккарвер         | Гирлян Тес                   | 11 мая 2003     | 7ABE16    |
| На район нашествие птиц. Справиться с ними, Дейл приглашает специалиста - уничтожителя птиц. Это девушка, которой нравится Дейл и которая нравится ему. |                                                                                                 |                        |                              |                 |           |
| 148 | «Maid in Arlen» Горничная в Арлен                                                               | Кёнхи Лим и Бухван Лим | Дэн Стерлинг                 | 18 мая 2003     | 7ABE18    |
| Кан Суфанусинфон привозит свою мать Лаому. В связи с постоянными конфликтами с Мин Лаома предлагает помощь горничной соседям. Вскоре у неё завязываются романтические отношения с Биллом. |                                                                                                 |                        |                              |                 |           |
| 149 | «The Witches of East Arlen» Ведьмы восточного Арлена                                            | Мэтт Энгстром          | Сиверт Гларум и Майкл Джамин | 18 мая 2003     | 7ABE20    |
| Бобби находит новое занятие - колдовство. Хэнк решает, что это занятие не подходит Бобби. Сможет ли Бобби понять, что его новые друзья - придурки? |                                                                                                 |                        |                              |                 |           |

### Восьмой сезон: 2003—2004
| # | Название серии                                                                                              | Режиссёр(ы)            | Сценарист(ы)                  | Премьера        | Код серии |
| --- | --- | ---------------------- | ----------------------------- | --------------- | --------- |
| 150 | «Patch Boomhauer» Патч Бумхауэра                                                                            | Энтони Лиои            | Б. Кук                        | 2 ноября 2003   | 8ABE01    |
| Брат Бумхауэра - Пэтч женится. Его невеста - Кэтрин когда то встречалась с самим Бумхауэром. Бумхауэр против этой свадьбы, потому что еще любит Кэтрин. | |                        |                               |                 |           |
| 151 | «Reborn to Be Wild» Рожденный заново, чтобы быть диким                                                      | Доминик Полчино        | Тони Гама-Лобо и Ребекка Мэй  | 9 ноября 2003   | 8ABE02    |
| Бобби находит новое увлечение - христианскую тусовку молодежи. Их самовыражение - граффити, татуировки, пирсинг - очень не нравится Хэнку. | |                        |                               |                 |           |
| 152 | «New Cowboy on the Block» Новый ковбой в квартале                                                           | Синди Танг-Лавленд     | Дин Янг                       | 16 ноября 2003  | 7ABE15    |
| В квартале новый жилец. Это чемпион мира по американскому футболу - Вилли Лэйн, второй нападающий команды "Далласские ковбои" в 70х годах. Он не собирается соблюдать правила квартала. | |                        |                               |                 |           |
| 153 | «The Incredible Hank» Невероятный Хэнк                                                                      | Уэс Арчер              | Дэн Стерлинг                  | 23 ноября 2003  | 8ABE04    |
| У Хэнка завал на работе, что доводит его до стресса. Пегги в тайне от Хэнка начинает давать ему тестостерон. Вскоре Хэнк становится неуправляемым и Пегги приходится раскрыть тайну. | |                        |                               |                 |           |
| 154 | «Flirting with the Master» Флирт с мастером                                                                 | Энтони Лиои            | Норд Хисюк                    | 30 ноября 2003  | 7ABE22    |
| Актёр нашумевшего сериала «Монсеньор Мартинес» предлагает Пегги стать преподавателем его детей. Пегги воспринимает поведение актёра как флирт. | |                        |                               |                 |           |
| 155 | «After the Mold Rush» После плесенной лихорадки                                                             | Доминик Полчино        | Ки бо                         | 7 декабря 2003  | 7ABE19    |
| Хэнк хочет участвовать в конкурсе лучших домов. Но в его доме находят плесневелый грибок, который надо извести. Все работы покроет страховка. Но грибок находят повсюду. | |                        |                               |                 |           |
| 156 | «Livin' on Reds, Vitamin C and Propane» Проживание в красном, витамин С и пропан                            | Джон Райс              | Дэн Мак Грат                  | 14 декабря 2003 | 8ABE05    |
| У матери Хэнка умерла подруга и завещала ей антикварную мебель. Хэнк нанимает грузовик и везет мебель в Аризону, совсем как дальнобойщик. | |                        |                               |                 |           |
| 157 | «Rich Hank, Poor Hank» Богатый Хэнк, бедный Хэнк                                                            | Триша Гарсия           | Этан Коэн                     | 4 января 2004   | 7ABE21    |
| Бобби подслушивает разговор отца, где тот говорит сколько сегодня получить. Прикидывая в уме сколько у родителей денег, он решает, что они тайные миллионеры и начинает тратить деньги с кредитки отца. | |                        |                               |                 |           |
| 158 | «Ceci N'Est Pas Une King of the Hill» Это не трубка царя горы                                               | Триша Гарсия           | Этан Коэн                     | 25 января 2004  | 8ABE03    |
| Бака Стриклэнда обязывают украсить город. Он просит Хэнка найти скульптуру, которая должна стоять у въезда в город. Не найдя ничего подходящего, Хэнк предлагает Пегги попробовать свои силы. Пегги делает скульптуру из баллонов для пропана. Вскоре этой скульптурой заинтересовывается один владелец галереи, ищущий таланты.  | |                        |                               |                 |           |
| 159 | «That's What She Said» Это - то, что она сказала                                                            | Синди Танг-Лавленд     | Сиверт Гларум и Майкл Джамин  | 8 февраля 2004  | 8ABE06    |
| У Хэнка на работе новый сотрудник. Это молодой человек, который не упускает возможность непристойно пошутить. Все это делает рабочую атмосферу невыносимой. | |                        |                               |                 |           |
| 160 | «My Hair Lady» Моя леди волос                                                                               | Аллан Якобсен          | Вятт Сенак                    | 15 февраля 2004 | 8ABE09    |
| Луэнн бросает колледж, чтобы снова стать стилистом. Ей удается даже найти работу в ведущем салоне. Но из-за большой арендной платы за кресло, ей помогает Билл, который находит новый имидж. | |                        |                               |                 |           |
| 161 | «Phish and Wild Life» Фиш и дикая жизнь                                                                     | Мэтт Энгстром          | Грег Коэн                     | 22 февраля 2004 | 8ABE10    |
| Хэнк пытается научить Бобби самостоятельности. Для этого они едут в поход, где Бобби должен поймать свою пищу сам. Но в национальном парке засилье хиппи, которые по-своему видят мир. | |                        |                               |                 |           |
| 162 | «Cheer Factor» Приветственный фактор                                                                        | Кёнхи Лим и Бухван Лим | Кристи Стрэттон               | 7 марта 2004    | 8ABE07    |
| Пегги замечает, что команда чирлидеров вовсе не поднимает дух команды и зрителей, она предлагает свою кандидатуру в качестве тренера чирлидеров. Но у команды уже есть свой тренер. | |                        |                               |                 |           |
| 163 | «Dale Be Not Proud» Дейл не гордый                                                                          | Энтони Лиои            | Джонатан Коллиер              | 14 марта 2004   | 8ABE11    |
| Дейл узнает, что может стать донором почки для своего кумира. Хэнк уговаривает его на это. Во время операции становится ясно, что звезде почка не нужна, но нужна маленькому умирающему мальчику. Дейл не хочет отдавать свою почку ребенку.                                                                                      | |                        |                               |                 |           |
| 164 | «Après Hank, le Deluge» После Хенка хоть потоп                                                              | Гэри Маккарвер         | Ки Бо                         | 21 марта 2004   | 8ABE08    |
| В Арлене проливные дожди. Объявлена тревога наводнения. Хэнк считает себя лидером и координатором в экстренной ситуации, но его опережает Билл. | |                        |                               |                 |           |
| 165 | «DaleTech» Дэйл Теч                                                                                         | Доминик Полчино        | Б. Кук                        | 28 марта 2004   | 8ABE12    |
| Отцу Хэнка нечем занять себя и вскоре Коттон становится помощником полицейского. Он хочет помочь Хэнку узнать кто двигает мебель в доме Хэнка и пьет его сок. | |                        |                               |                 |           |
| 166 | «How I Learned to Stop Worrying and Love the Alamo» Как я научился не волноваться и полюбил Аламо           | Брайан Шисли           | Кристи Стрэттон               | 18 апреля 2004  | 8ABE14    |
| Бобби начинает изучать историю Техаса. В новых учебниках нет истории войны за независимость Техаса. Хэнк помогает Бобби подготовиться к тесту, но Бобби получает "два", что грозит летней школой. | |                        |                               |                 |           |
| 167 | «Girl, You'll Be a Giant Soon» Девочка, вы скоро будете гигантом                                            | Синди Танг-Лавленд     | Дэн Мак Грат                  | 25 апреля 2004  | 8ABE16    |
| Хэнк хочет участвовать в "Гриль состязании". Но использовать пропан на конкурсе запрещено, что возмущает Хэнка. | |                        |                               |                 |           |
| 168 | «Stressed for Success» Стрессоустойчивость для успеха                                                       | Триша Гарсия           | Тони Гама-Лобо и Ребекка Мэй  | 2 мая 2004      | 8ABE13    |
| Хэнк озабочен тем, что Бобби слишком много времени проводит у телевизора. Но Бобби предлагают участие в викторине школы и он может существенно помочь команде. На него сваливается большая ответственность за выигрыш команды, что приводит Бобби в состояние стресса. Примечание: Этот эпизод был посвящён памяти Джона Риттера. | |                        |                               |                 |           |
| 169 | «Hank's Back (AKA The Unbearable Lightness of Being Hank)» Спина Хэнка или Невыносимая лёгкость быть Хэнком | Робин Бригсток         | Арон Абрамс и Грегори Томпсон | 9 мая 2004      | 8ABE15    |
| У Хэнка заело спину. В разгар сезона продаж он не может полноценно работать. Ему советуют йогу. | |                        |                               |                 |           |
| 170 | «The Redneck on Rainey Street» Быдло на Рейни-стрит                                                         | Гэри Маккарвер         | Джим Даутерив                 | 16 мая 2004     | 8ABE17    |
| Устав от обязанностей, Кан и Мин начинают жить, не задумываясь о завтрашнем дне: становятся похожими на бедноту. Всё это ведёт к тому, что цена на недвижимость в районе падает и банк решает лишить Кана и Мин возможности выкупить их дом.                                                                                      | |                        |                               |                 |           |
| 171 | «Talking Shop» Говорильня                                                                                   | Энтони Лиои            | Гирлян Тес                    | 23 мая 2004     | 8ABE20    |
| Бобби идет на факультатив - психоанализ. Его задача - выслушивать ребят из школы. Но он рассчитывает на возможность встречаться с девочками. Во время своей работы он нарушает правило - не давать советы и получает кучу проблем.                                                                                                | |                        |                               |                 |           |

### Девятый сезон: 2004—2005
| # | Название серии                                                                              | Режиссёр(ы)            | Сценарист(ы)                  | Премьера        | Код серии |
| --- | ------------------------------------------------------------------------------------------- | ---------------------- | ----------------------------- | --------------- | --------- |
| 172 | «A Rover Runs Through It» Там, где течет река                                               | Триша Гарсия           | Дэн Стерлинг                  | 7 ноября 2004   | 8ABE22    |
| Мать Пегги приглашает Хэнка, Пегги и Бобби на ранчо. Пегги переживает из-за того, что мать сохранила свою жесткость. Становится ясным, что вскоре родителям Пегги приходится продать ранчо, выпас коров на зиму не возможен из-за соседа, который не дает пройти по дороге. Хэнк пытается решить проблему.                                                          |                                                                                             |                        |                               |                 |           |
| 173 | «Ms. Wakefield» Г-жа Уокефилд                                                               | Аллан Якобсен          | Б. Кук                        | 19 декабря 2004 | 9ABE05    |
| Скоро рождество и в дом Хэнка приезжает старушка, которая когда-то жила в этом доме.Она хочет умереть в том месте, где была счастлива. |                                                                                             |                        |                               |                 |           |
| 174 | «Death Buys a Timeshare» Смерть покупает таймшер                                            | Кёнхи Лим и Бухван Лим | Этан Коэн                     | 16 января 2005  | 8ABE18    |
| Коттону досталось наследство от умершего друга. Он хочет купить таймшер в Мексике. Хэнк всячески пытается отговорить Коттона от этой затеи. |                                                                                             |                        |                               |                 |           |
| 175 | «Yard, She Blows!» Двор, она в ударе!                                                       | Аллан Якобсен          | Сиверт Гларум и Майкл Джамин  | 23 января 2005  | 8ABE19    |
| Пегги считает, что мало уделяет внимание внешнему виду двора, после поисков подходящего занятия она находит керамического гнома. Гном не очень нравится Хэнку и он находит возможность от него избавиться, что очень огорчает Пегги. |                                                                                             |                        |                               |                 |           |
| 176 | «Dale to the Chief» Дейл с руководителями                                                   | Энтони Лиои            | Гирлян Тес                    | 30 января 2005  | 9ABE02    |
| Дейл отходит от теории заговора и начинает поддерживать правительство во всем. Хэнк получает новые права, где в графе "пол" написано "женщина". |                                                                                             |                        |                               |                 |           |
| 177 | «The Petriot Act» Петриотический акт                                                        | Робин Бригсток         | Кристи Стрэттон               | 13 февраля 2005 | 9ABE06    |
| Скоро семья Хэнка поедет в отпуск на машине по стране. Но Хэнк решает участвовать в программе по содержанию животных, принадлежащих военным, уехавшим в специальные операции. Но Хэнк рассчитывает на собаку, а получает сумасшедшего кота, на котором ветеринар предпочитает нажиться.                                                                             |                                                                                             |                        |                               |                 |           |
| 178 | «Enrique-cilable Differences» Различия Энрике-силабле                                       | Доминик Полчино        | Грег Коэн                     | 20 февраля 2005 | 9ABE12    |
| У сотрудника Хэнка - Энрике проблемы в семье и он не спешит домой. Энрике все больше старается проводить время с Хэнком. Хэнк не может поднять тему о личных проблемах сотрудника и помочь ему. |                                                                                             |                        |                               |                 |           |
| 179 | «Mutual of Omabwah» Взаимный из Omabwah                                                     | Доминик Полчино        | Тони Гама-Лобо и Ребекка Мэй  | 6 марта 2005    | 9ABE03    |
| Хэнк обнаруживает, что не оплатил страховку. Вся семья живет до оплаты страховки в стрессе. Дейл занялся бизнесом - "пчелиные укусы за деньги". Он лечится только укусами, но вдруг вспоминает что на эти самые укусы у него аллергия. Билл и Бумхауэр жарят всё подряд, даже бананы, шоколад и уже жареную курицу, наплевав на нормы противопожарной безопасности. |                                                                                             |                        |                               |                 |           |
| 180 | «Care-Takin' Care of Business» Забота о восстановлении бизнеса                              | Синди Танг-Лавленд     | Дэн Мак Грат                  | 13 марта 2005   | 9ABE01    |
| У Арленской команды по футболу проблемы с газоном. Чтобы спасти Смитти, Хэнк сам начинает обрабатывать газон поля. У Луэнн новый поклонник - Лаки. Он безработный и ездит на новом пикапе, который купил на компенсацию. Как Лаки сможет помочь команде Арлена? |                                                                                             |                        |                               |                 |           |
| 181 | «Arlen City Bomber» Арлен город бомбардировщик                                              | Кёнхи Лим              | Джонатан Коллиер              | 27 марта 2005   | 9ABE07    |
| Чтобы подработать на оплату кредитов, Луэнн с Пегги начинают участвовать в роллер-дерби. Но вместо обещанных 500 долларов они получают всего 90. Вскоре решают приобрести свою команду. |                                                                                             |                        |                               |                 |           |
| 182 | «Redcorn Gambles with His Future» Редкорн играет на деньги со своим будущим                 | Мэтт Энгстром          | Этан Коэн                     | 10 апреля 2005  | 9ABE09    |
| Джон Красный Початок организовывает свою группу. Они играют тяжелую музыку, что не очень привлекает фанатов и не способствует успеху. Он решает организовать казино, для выступления там, ему дают кредит. Но в Техасе казино запрещены. |                                                                                             |                        |                               |                 |           |
| 183 | «Smoking and the Bandit» Курильщик и бандит                                                 | Синди Танг-Лавленд     | Дэн Мак Грат                  | 17 апреля 2005  | 9ABE10    |
| Чтобы заставить уважать своего сына, Дейл становится Курящим Бандитом. Он курит в общественных местах. |                                                                                             |                        |                               |                 |           |
| 184 | «Gone with the Windstorm» Унесенные бурей                                                   | Иветт Каплан           | Вятт Сенак                    | 1 мая 2005      | 9ABE08    |
| Зрителям больше не нравится неточный прогноз погоды, который даёт Нэнси, поэтому её заменяют на профессионального метеоролога. Чтобы спасти своё место, Нэнси должна придумать то, что способно заинтересовать зрителя. |                                                                                             |                        |                               |                 |           |
| 185 | «Bobby on Track» Бобби на треке                                                             | Неизвестно             | Неизвестно                    | 8 мая 2005      | 9ABE13    |
| Бобби участвует в забеге. Его неудачи заставляют Хэнка отправить Бобби в секцию легкой атлетики, где его используют как плохой пример. |                                                                                             |                        |                               |                 |           |
| 186 | «It Ain't Over 'Til the Fat Neighbor Sings» Это не закончится, пока толстый сосед не запоёт | Триша Гарсия           | Арон Абрамс и Грегори Томпсон | 15 мая 2005     | 9ABE19    |
| Билл поступает в мужской хор "Голиков". В порыве увлечения, он использует все отгулы и больничные, жертвуя и деньгами. |                                                                                             |                        |                               |                 |           |

### Десятый сезон: 2005—2006
| # | Название серии                                                                         | Режиссёр(ы)                     | Сценарист(ы)                  | Премьера         | Код серии |
| --- | -------------------------------------------------------------------------------------- | ------------------------------- | ----------------------------- | ---------------- | --------- |
| 187 | «Hank's on Board» Хэнк на борту                                                        | Аллан Якобсен                   | Сиверт Гларум и Майкл Джамин  | 18 сентября 2005 | 9ABE14    |
| Хэнк с друзьями и семьей едет на побережье отдохнуть. Билл, Дейл и Бумхауэр дурачатся и Хэнк думает, что он слишком давит на них. Решив последовать за друзьями, Хэнк тоже начинает дурачиться, но ничего хорошего не выходит. |                                                                                        |                                 |                               |                  |           |
| 188 | «Bystand Me» Увиденное мной                                                            | Доминик Полчино                 | Ки Бо                         | 25 сентября 2005 | 8ABE21    |
| Бобби становится почтальоном, а Пегги начинает писать статьи о домашних советах для местной газеты. Один из её советов ставит под угрозу жизнь жителей города, и Хэнк решает собрать все новые выпуски газеты. |                                                                                        |                                 |                               |                  |           |
| 189 | «Bill's House» Дом Билла                                                               | Робин Бригсток                  | Тони Гама-Лобо и Ребекка Мэй  | 6 ноября 2005    | 9ABE15    |
| Билл становится волонтером. Он начинает помогать центру по помощи алкоголикам. В связи с отсутствием необходимого места, Биллу предлагают принять у себя несколько нуждающихся. Билл соглашается, и вскоре ему привозят всех алкоголиков центра. |                                                                                        |                                 |                               |                  |           |
| 190 | «Harlottown» Непристойный город                                                        | Триша Гарсия                    | Арон Абрамс и Грегори Томпсон | 20 ноября 2005   | 9ABE04    |
| Пегги раскапывает историю города. Оказывается, город был местом паломничества женщин легкого поведения. Вспомнив историю города, власти решают, что это золотая жила. |                                                                                        |                                 |                               |                  |           |
| 191 | «Portrait of the Artist as a Young Clown» Портрет артиста как юного клоуна             | Кёнхи Лим                       | Кристи Стрэттон               | 4 декабря 2005   | 9ABE16    |
| Хэнк пытается смириться с туалетными шутками Бобби и он предлагает ему пройти обучение в школе клоунады. Но там учат не совсем тому, что хочет Бобби и шутки там не такие смешные. |                                                                                        |                                 |                               |                  |           |
| 192 | «Orange You Sad I Did Say Banana?» Апельсин ты ужасный, я действительно говорил банан? | Адам Кульман                    | Ки Бо                         | 11 декабря 2005  | 9ABE11    |
| Лаосская община указывает Кану, что он забыл свои корни и стал американцем. Чтобы не потерять своё положение, Кан пытается вернуться к корням. |                                                                                        |                                 |                               |                  |           |
| 193 | «You Gotta Believe (In Moderation)» Вы должны верить (умеренно)                        | Иветт Каплан                    | Ки Бо                         | 29 января 2006   | 9ABE17    |
| Команда Хэнка "Зефиры" решает помочь бейсбольному клубу школы, который закрыли из-за отсутствия финансирования. Для этого они решают пригласить звезду бейсбола и устроить шоу-матч. Но вместо шоу-матча получается настоящая серьёзная игра, где команда Хэнка проигрывает, а деньги достаются звезде.                                                                                |                                                                                        |                                 |                               |                  |           |
| 194 | «Business Is Picking Up» Бизнес затягивает                                             | Мэтт Энгстром                   | Дэн Стерлинг                  | 19 марта 2006    | 9ABE18    |
| У Бобби в школе неделя "Тени". Это значит, что дети неделю работают помощниками в разных фирмах, чтобы выбрать для себя дальнейшее занятие. Бобби не особенно нравится перспектива недели в Стриклэнд Пропан. Бобби получает место помощника в компании "Санитары Земли". После работы в компании Бобби решает связать жизнь с подобным занятием, но Хэнк не очень рад такому решению. |                                                                                        |                                 |                               |                  |           |
| 195 | «The Year of Washing Dangerously» Опасной год мойки                                    | Синди Танг-Лавленд и Кен Вонг   | Б. Кук                        | 26 марта 2006    | 9ABE20    |
| Чтобы разбогатеть, Кан закладывает дом и покупает готовый бизнес - автомойку для машин. В погоне за прибылью он не замечает как отпугивает клиентов. Бак Стриклэнд покупает часть в бизнесе и посылает Хэнка работать на автомойку. |                                                                                        |                                 |                               |                  |           |
| 196 | «Hank Fixes Everything» Хенк всё исправляет                                            | Доминик Полчино и Рональд Рубио | Ки Бо                         | 2 апреля 2006    | 9ABE21    |
| Бак Стриклэнд борется с конкуренцией посредством больших скидок, поэтому его компания работает в убыток. В итоге ценовой войны Стриклэнд и остальные пропановые торговцы вступают в ценовой сговор. |                                                                                        |                                 |                               |                  |           |
| 197 | «Church Hopping» Перестроение церкви                                                   | Робин Бригсток                  | Джим Даутерив                 | 9 апреля 2006    | 9ABE22    |
| В методистской церкви, куда ходит семья Хэнка, новые прихожане и они заняли место Хиллов. Преподобная Струпп не хочет помочь вернуть места в церкви и Хиллы вынуждены искать новую церковь. |                                                                                        |                                 |                               |                  |           |
| 198 | «24 Hour Propane People» 24-часовые пропановые люди                                    | Робин Бригсток                  | Арон Абрамс и Грегори Томпсон | 23 апреля 2006   | AABE01    |
| Бак Стриклэнд ссорится с владельцем стрип-клуба, куда ходит много лет. У него появляется много времени, чтобы проводить на работе. Он уверен, что работа может быть весёлой. |                                                                                        |                                 |                               |                  |           |
| 199 | «The Texas Panhandler» Техасская попрошайка                                            | Рональд Рубио и Кен Вонг        | Тони Гама-Лобо и Ребекка Мэй  | 30 апреля 2006   | AABE02    |
| Бобби находит новую работу, чтобы купить модную одежду. Но работа не особо радует его и он находит занятие - стрелять мелочь у прохожих, как делают крутые парни. |                                                                                        |                                 |                               |                  |           |
| 200 | «Hank's Bully» Задира Хенка                                                            | Кёнхи Лим                       | Б. Кук                        | 7 мая 2006       | AABE03    |
| В квартале новые соседи - их ребенок осмеивает Хэнка и постоянно его задирает, что заставляет Хэнка нервничать. Пегги и Дейл становятся таксидермистами. |                                                                                        |                                 |                               |                  |           |
| 201 | «Edu-macating Lucky» Лаки ЕГЭ-маркетолог                                               | Адам Кульман                    | Сиверт Гларум и Майкл Джамин  | 14 мая 2006      | AABE04    |
| Лаки просит Пегги помочь ему получить высокий балл на ЕГЭ. Он уверен, что это поможет ему произвести впечатление на Луэнн. Пегги намеренно дает ему неправильные ответы, в надежде на то, что он откажется от идеи жениться на её племяннице. Но потом Пегги начинает подозревать, что Луэнн беременна.                                                                                |                                                                                        |                                 |                               |                  |           |

### Одиннадцатый сезон: 2007
| # | Название серии                                            | Режиссёр(ы)    | Сценарист(ы)                 | Премьера        | Код серии |
| --- | --------------------------------------------------------- | -------------- | ---------------------------- | --------------- | --------- |
| 202 | «The Peggy Horror Picture Show» Дом ужасов Пегги          | Кионджи Лим    | Криссти Стрэттон             | 28 января 2007  | BABE02    |
| Общаясь с подругами, Пегги начинает понимать, что выглядит не очень женственно из-за фигуры и стиля одежды. В поисках женственных вещей она натыкается на магазин обуви больших размеров, где встречает новую подругу. |                                                           |                |                              |                 |           |
| 203 | «serPUNt» Змея                                            | Робин Бригсток | Грег Коэн                    | 11 февраля 2007 | BABE01    |
| Лаки дарит Бобби живую змею. Обеспокоенный этим фактом, Хэнк прогоняет её в унитаз. Правительство города нанимает двух специалистов по отлову животных, к ним присоединяется Дейл. |                                                           |                |                              |                 |           |
| 204 | «Blood and Sauce» Кровь и соус                            | Триша Гарсия   | Дэн Мак Грат                 | 18 февраля 2007 | BABE03    |
| Билл пытается найти своих родственников, но находит кулинарный талант. Но брат Билла не хочет раскрывать секреты еды людям. |                                                           |                |                              |                 |           |
| 205 | «Luanne Gets Lucky» Луэнн становится удачливой            | Кен Вонг       | Джонатан Коллиер             | 25 марта 2007   | BABE04    |
| Лаки приходит в голову идея выкорчевать огромный ореховый пень. Он отказывается брать с собой Луэнн - не женское это дело. Луэнн обижается на своего жениха за то, что он уделяет ей так мало внимания. В отместку она собирается идти на выпускной вечер со школьником.                                                                  |                                                           |                |                              |                 |           |
| 206 | «Hank Gets Dusted» Вычищенный Хэнк                        | Майкл Лойя     | Ки Бо                        | 1 апреля 2007   | BABE05    |
| К Хиллам приезжает их родственник Дасти, солист ZZ Top. |                                                           |                |                              |                 |           |
| 207 | «Glen Peggy Glen Ross» Пегги на передаче Нэнси            | Тони Клакк     | Джим Дэутерив                | 22 апреля 2007  | BABE06    |
| Дейл дарит Хэнку клюшки для гольфа, которые оказываются конфискованными у преступника, осужденного за убийство. А в это время Пегги вместе с Конни пишут в "Арленский прохожий" статью, порочащую Сайзмора, владельца агентства недвижимости. Впечатленный дерзостью Пегги, Сайзмор нанимает её на работу.                                |                                                           |                |                              |                 |           |
| 208 | «The Passion of Dauterive» Страсти господни               | Энтони Чун     | Тони Гама-Лобо и Ребекка Мэй | 29 апреля 2007  | BABE07    |
| Билл Дотриф вступает в группу изучения библии в приходе преподобной Струпп. По мере изучения Биллу все больше нравится пастор Струпп, и она отвечает ему взаимностью. Хэнк осуждает этот роман. |                                                           |                |                              |                 |           |
| 209 | «Grand Theft Arlen» Крупная Арлеанская кража              | Рональд Рубио  | Санджай Шах                  | 29 апреля 2007  | BABE08    |
| Хэнк заставляет Бобби готовиться к сдаче нормативов вместо виртуальной физры, которую ввели в арленской школе. Тем временем двое геймеров разрабатывают видеоигру про пропан с главным персонажен - Хэнком. Хэнк пробует играть, и...подсаживается.                                                                                       |                                                           |                |                              |                 |           |
| 210 | «Peggy's Gone to Pots» Пегги пошла в горшки               | Робин Бригсток | Пол Корриган и Брэд Уолш     | 6 мая 2007      | BABE09    |
| Дейлу приходится скрываться от Расти Шекелфорда, чьим именем он пользовался долгое время. Тем временем Пегги не может отделаться от торговой компании. |                                                           |                |                              |                 |           |
| 211 | «Hair Today, Gone Tomorrow» Волосы сегодня, уход завтра   | Кёнхи Лим      | Кристи Стрэттон              | 13 мая 2007     | BABE10    |
| Нэнси начинает терять волосы. Врач предполагает что это стресс, или наследственность. Когда Нэнси приходит к матери, то с ужасом узнает, что та носит парик. Мать Нэнси предполагает, что потеряла все волосы из-за разрыва со своей пассией. Перед Нэнси встает выбор - облысеть или начать снова встречаться с Джоном Красным Початком. |                                                           |                |                              |                 |           |
| 212 | «Bill, Bulk and the Body Buddies» Билл и его друзья качки | Триша Гарсия   | Блейк Мак Кормик             | 20 мая 2007     | BABE11    |
| Билл боится провалиться на физ-проверке в армии, и решает заняться бодибилдингом. Он знакомится с тремя качками. |                                                           |                |                              |                 |           |
| 213 | «Lucky's Wedding Suit» Свадебный иск Лаки                 | Юлиус Ву       | Джим Даутерив                | 20 мая 2007     | AABE05    |
| Парень Луэнн Лаки пытается раздобыть денег на свадьбу. В результате несчастного случая он хочет подать в суд на Дейла. |                                                           |                |                              |                 |           |

### Двенадцатый сезон: 2007—2008
| # | Название серии                                                     | Режиссёр(ы)    | Сценарист(ы)                 | Премьера         | Код серии |
| --- | ------------------------------------------------------------------ | -------------- | ---------------------------- | ---------------- | --------- |
| 214 | «Suite Smells of Excess» Избыточный набор запахов                  | Майкл Лойя     | Дэйв Шифф                    | 23 сентября 2007 | BABE13    |
| Хэнк замечает, что Бобби интересуется футболом, и решает взять сына на игру Техаса с Небраской. |                                                                    |                |                              |                  |           |
| 215 | «Bobby Rae» Бобби Рей                                              | Кен Вонг       | Тим Кростон и Чип Холл       | 30 сентября 2007 | BABE12    |
| Чтобы привлечь внимание девочки,Бобби становится революционером и возглавляет акцию протеста школьников против установленных в школе автоматов с газировкой и табло с рекламой шоколадных батончиков. Воинственные дети добираются до Стриклэнд Пропан. Хэнк, как всегда, спасает положение.                                                                               |                                                                    |                |                              |                  |           |
| 216 | «The Powder Puff Boys» Мальчики в пудренице                        | Рональд Рубио  | Кристи Стрэттон              | 7 октября 2007   | BABE16    |
| Бобби вступает в группу поддержки женской футбольной команды «Пудреницы» Арленской школы. Фишка этой группы поддержки состоит в том, что участники – парни, переодетые в девчонок. |                                                                    |                |                              |                  |           |
| 217 | «Four Wave Intersection» Перекрёстный махальщик                    | Энтони Чун     | Джуда Миллер и Мюррей Миллер | 14 октября 2007  | BABE15    |
| В Арлене ужасная жара. Хэнк отвозит Бобби, Конни и Джозефа в аквапарк, но местные серферы не дают им кататься с горки. Чтобы помочь ребятам, Бумхауэр вспоминает своё серферское прошлое. Билл Дотриф, увлекшись тем, что на дороге машет рукой проезжающим машинам, попадает на радио в качестве «Жаромахальщика».                                                        |                                                                    |                |                              |                  |           |
| 218 | «Death Picks Cotton» Смерть выбирает Коттона                       | Тони Клак      | Джуда Миллер и Мюррей Миллер | 11 ноября 2007   | BABE14    |
| Коттон портит Хиллам семейный вечер, а потом его забирают в госпиталь, где отец Хэнка даже перед смертью орёт на сына и называет его неженкой. Но бывший военнопленный Коттон умеет задерживать дыхание и несколько раз имитирует остановку сердца... или он правда умер?                                                                                                  |                                                                    |                |                              |                  |           |
| 219 | «Raise the Steaks» Вырастить стейк                                 | Робин Бригсток | Пол Корриган и Брэд Уолш     | 18 ноября 2007   | BABE17    |
| Хэнк находит продуктовый магазин с невероятно вкусной едой, который принадлежит хиппи. Хэнк становится членом кооператива и помогает новым товарищам вести дела. И все было бы замечательно, если бы Mega Lo Mart не захотел выкупить этот магазин. |                                                                    |                |                              |                  |           |
| 220 | «Tears of an Inflatable Clown» Слезы надувного клоуна              | Триша Гарсия   | Эрин Эрлих                   | 25 ноября 2007   | BABE19    |
| Бобби впутан в разборки с расовой нетерпимостью в средней школе Тома Лэндри. Тем временем Лаки ранится фрисби из колючей проволоки, и друзья уговаривают его пойти в больницу. |                                                                    |                |                              |                  |           |
| 221 | «The Minh Who Knew Too Much» Мин, который слишком много знал       | Кёнхи Лим      | Дэн Мак Грат                 | 9 декабря 2007   | BABE18    |
| Мин вступает в арленский стрелковый клуб и практикуется, чтобы стать членом команды загородного клуба Девяти рек. Но вскоре она входит во вкус и начинает чувствовать себя настоящей лихой техаской. |                                                                    |                |                              |                  |           |
| 222 | «Dream Weaver» Мечта ткача                                         | Кен Вонг       | Дженнифер Барроу             | 16 декабря 2007  | BABE20    |
| Из-за финансовых трудностей Нэнси отправляет Дейла на ярмарку вакансий. К её огорчению, он выбирает плетение корзин, и плетет он паршиво. В это время Пегги, Билл и Кан пытаются снять умопомрачительный мем-клип для Ютуба. |                                                                    |                |                              |                  |           |
| 223 | «Doggone Crazy» Черт побери! Сумасшедший                           | Майкл Лойя     | Дэйв Шифф                    | 6 января 2008    | CABE01    |
| Ледибёрд начинает вести себя странно - она устраивает погром в доме Хэнка и даже кусает его за руку. Её вносят в список злобных псов. Хэнк вынужден обратиться за помощью к собачьему медиуму. |                                                                    |                |                              |                  |           |
| 224 | «Trans-Fascism» Трансфашизм                                        | Кёнхи Лим      | Пол Корриган и Брэд Уолш     | 10 февраля 2008  | CABE02    |
| После запрета на продажу продуктов с транс-жирами в Арлене появляется нелегальная передвижная лавка, торгующая запрещенной едой под руководством...Бака Стриклэнда и Хэнка Хилла. |                                                                    |                |                              |                  |           |
| 225 | «Untitled Blake McCormack Project» Трое мужчин и ублюдок           | Кен Вонг       | Блейк Мак Кормик             | 17 февраля 2008  | CABE03    |
| Билла Дотрифа познакомили с очаровательной Шарлин. У неё двое детей - мальчик и девочка (явно с примесью индейской крови). Друзья рады за Билла - наконец-то он на пути к семейному счастью...Как бы не так - что-то подсказывает Дейлу, что в дело зачатия дочери Шарлин вмешались инопланетяне (как оказалось, те же самые, что зачали его сына Джозефа).                |                                                                    |                |                              |                  |           |
| 226 | «The Accidental Terrorist» Случайный террорист                     | Робин Бригсток | Тим Кростон и Чип Холл       | 2 марта 2008     | CABE04    |
| Хэнк купил Пегги новую машину по цене, указанной на ценнике. Все смеются над ним из-за этой невыгодной сделки. В ярости Хэнк развешивает листовки на каждой машине в автомагазине, и становится...организатором взрыва? |                                                                    |                |                              |                  |           |
| 227 | «Lady and Gentrification» Леди и облагораживание района            | Энтони Чун     | Джуда Миллер и Мюррей Миллер | 9 марта 2008     | CABE05    |
| Мексиканец Энрике, работающий с Хэнком, просит его выступить с торжественной речью на вечеринке в честь 15-летия его дочери. Пока Хэнк находил с девочкой общий язык и готовил речь, в квартал, где Энрике арендует дом, заселяются...хипстеры. Оказалось, это дело рук Пегги – её бурная риэлторская деятельность приводит к резкому повышению арендной платы в квартале. |                                                                    |                |                              |                  |           |
| 228 | «Behind Closed Doors» За закрытыми дверями                         | Тони Клак      | Кристи Стрэттон              | 16 марта 2008    | CABE06    |
| Пегги придерживается новой методики стать хорошим, правильным родителем. Именно поэтому с целью установления душевных и открытых отношений в семье в доме Хэнка пропадают двери, а Пегги встречает его с утра на кухне в нижнем белье. |                                                                    |                |                              |                  |           |
| 229 | «Pour Some Sugar on Kahn» Насыпь немного сахара на Кана            | Триша Гарсия   | Санджай Шах                  | 30 марта 2008    | CABE07    |
| Кан прячется в караоке-баре, когда к ним приезжает погостить отец Мин. Бобби и Пегги начинают играть в игру, которая превращается в жесткое соревнование. |                                                                    |                |                              |                  |           |
| 230 | «Six Characters in Search of a House» Шесть актёров в поисках дома | Рон Рубио      | Эрин Эрлих                   | 6 апреля 2008    | CABE08    |
| Пегги безуспешно пытается продать дом. Вскоре она обнаруживает, что нынешние жильцы отпугивают покупателей. Пегги нанимает актеров. |                                                                    |                |                              |                  |           |
| 231 | «The Courtship of Joseph's Father» Ухаживание отца Джозефа         | Майкл Лойя     | Тони Гама-Лобо и Ребекка Мэй | 13 апреля 2008   | CABE09    |
| Джозеф становится звездой футбольной команды средней школы Тома Лэндри, и частное заведение пытается переманить его, заваливая Дейла подарками. |                                                                    |                |                              |                  |           |
| 232 | «Strangeness On a Train» Таинственный поезд                        | Кёнхи Лим      | Джим Даутерив                | 27 апреля 2008   | CABE10    |
| Чтобы хоть раз в жизни отметить день рождения на уровне, Пегги планирует шикарное диско-пати в "таинственном поезде", но и его портит Луэнн. Пегги готова отчаяться, но тут происходит нечто странное и загадочное. |                                                                    |                |                              |                  |           |
| 233 | «Cops and Robert» Полицейские и Роберт                             | Кен Вонг       | Дэйв Шифф                    | 4 мая 2008       | CABE11    |
| Захватывающая серия о том, как Бобби становится помощником бывшего копа, Хэнк случайно отбирает кошелек у прохожего, а Дейл нанимается официантом в «Буфера», куда обычно берут только девушек. |                                                                    |                |                              |                  |           |
| 234 | «It Came From the Garage» Это прибыло из гаража                    | Робин Бригсток | Блейк Мак Кормик             | 11 мая 2008      | CABE12    |
| Чтобы больше времени проводить с Бобби, Хэнк отказывается строить лодку для очередного сплава-состязания вместе с Дейлом, Биллом и Бумхауэром, и они здорово обижены. Тем временем в гараж Хэнка, где они с Бобби мастерят свой плот, залетает летучая мышь. У Хэнка обнаруживается застарелая фобия...                                                                    |                                                                    |                |                              |                  |           |
| 235 | «Life: A Loser's Manual» Жизнь: руководство для неудачника         | Энтони Чун     | Дэн Мак Грат                 | 18 мая 2008      | CABE13    |
| Хойт, пропавший без вести отец Луэнн, он же брат Пегги, приезжает в Арлен. После того как его ловят на очередном криминале, он сбивает с пути истинного и Лаки. Дейл тоже обходит закон, поставив на своем участке охранную вышку. |                                                                    |                |                              |                  |           |

### Тринадцатый сезон: 2008—2010
| # | Название серии | Режиссёр(ы)                   | Сценарист(ы)                                               | Премьера         | Код серии |
| --- | --- | ----------------------------- | ---------------------------------------------------------- | ---------------- | --------- |
| 236 | «Dia-BILL-ic Shock» Жизнь: руководство для неудачника | Рональд Рубио                 | Санджай Шах                                                | 28 сентября 2008 | DABE01    |
| У Билла Дотрива находят сахарный диабет, но Билл не желает отказываться от сладостей. Рассерженный доктор пугает его ампутацией ног. Билл покупает инвалидную коляску и в депрессии не встает с неё, а потом знакомится с жизнерадостными колясочниками...                                                                                      | |                               |                                                            |                  |           |
| 237 | «Earthy Girls are Easy» Земляные девочки | Мэтт Энгстром                 | Пол Корриган и Брэд Уолш                                   | 5 октября 2008   | DABE02    |
| Хэнк помогает "Стриклэнд пропану" стать "зелеными", после того как местная газета обвиняет компанию в том, что она сбрасывает старые пропановые баллоны в реку. Бак Стриклэнд ищет легких путей исправить имидж компании и натыкается на идею устроить благотворительный концерт в пользу Земли.                                                | |                               |                                                            |                  |           |
| 238 | «Square-Footed Monster» Квадратный монстр с ногами | Кёнхи Лим                     | Джерри Коллинз                                             | 19 октября 2008  | DABE03    |
| Хэнк с друзьями героически ремонтируют соседский дом, но Тед Вассонасонг покупает его и решает снести, чтобы построить пансион. | |                               |                                                            |                  |           |
| 239 | «Lost in MySpace» Потерянный в MySpace | Тони Клак                     | Джуда Миллер и Мюррей Миллер                               | 2 ноября 2008    | DABE04    |
| Стриклэнд решает завести страничку компании на MySpace. У Хэнка плохие предчувствия. Страхи воплощаются в жизнь, когда Донна размещает своё видео и информацию в Сети. Параллельно Дейл арендует свинью, чтобы она рыла для него трюфеля, потом теряет свинью и пускает по её следу Лэдиберд.                                                   | |                               |                                                            |                  |           |
| 240 | «No Bobby Left Behind» Бобби оставленный позади | Триша Гарсия                  | Тим Кростон и Чип Холл                                     | 9 ноября 2008    | DABE05    |
| Чтобы подтянуть средние показатели школы к тестовым стандартам, директор Мосс объявляет Бобби учащимся с низким развитием. Он переводит Бобби в класс, где не надо делать домашнего задания и сдавать тесты. | |                               |                                                            |                  |           |
| 241 | «A Bill Full of Dollars» Билл, полный долларов | Стив Робертсон                | Дэн Мак Грат                                               | 16 ноября 2008   | DABE06    |
| Пегги, Мин и Дейл играют на фондовом рынке. Они теряют деньги на инвестициях и, чтобы поправить дело, решают изучить покупательские привычки среднего американца. Объектом исследований становится Билл. В это время Хэнк и Бобби тупят в настройках свежекупленного плоского телевизора.                                                       | |                               |                                                            |                  |           |
| 242 | «Straight as an Arrow» Прямая как стрела | Робин Бригсток                | Тони Гама-Лобо и Ребекка Мэй                               | 30 ноября 2008   | DABE07    |
| Хэнк старается помочь Бобби стать членом ордена Меткой Стрелы, но у него разногласия с Мастером стрел, новым жителем Арлена. Пегги вовлечена в конфликт, потому что она представитель местного отделения организации Welcome Wagon, приветствующей новичков. Луэнн и Лаки пытаются вытянуть подарки у тех, кто ничего не подарил им на свадьбу. | |                               |                                                            |                  |           |
| 243 | «Lucky See, Monkey Do» Лаки видит, обезьяна делает | Кёнхи Лим                     | Пол Корриган и Брэд Уолш                                   | 8 февраля 2009   | DABE08    |
| Пегги знакомится с сестрой Лаки Мирной, и у них завязывается спор о том, как Луэнн и Лаки должны растить своего ребенка. А Билл влюбляется в девичий голос из динамика фастфуд-станции. Узнав, что девушка сидит в колл-центре в Аризоне, он решает отправиться туда.                                                                           | |                               |                                                            |                  |           |
| 244 | «What Happens at the National Propane Gas Convention in Memphis Stays at the National Propane Gas Convention in Memphis» То, что происходит в национальном соглашении газа пропана в Мемфисе, остается в национальном соглашении газа пропана в Мемфисе | Рональд Рубио                 | Джим Даутерив                                              | 15 февраля 2009  | DABE09    |
| Бак Стриклэнд готовится получить высшую награду на национальном газовом консорциуме в Мемфисе. Неожиданно он встречает там своего внебрачного сына, и они начинают вместе пить и гулять. Хэнк, не сумевший удержать своего начальника, напивается в баре и срывает церемонию награждения.                                                       | |                               |                                                            |                  |           |
| 245 | «Master of Puppets» Владелец марионеток | Тони Клак                     | Блейк Мак Кормик                                           | 1 марта 2009     | DABE10    |
| Хэнк приглашает Пегги в ресторан на свидание, и они совершенно забывают про Бобби, который их ждет. Но Бобби находит способ манипулировать родителями, играя на их чувстве вины перед ним. | |                               |                                                            |                  |           |
| 246 | «Bwah My Nose» Блин, мой нос | Джефф Майерс                  | Джуда Миллер и Мюррей Миллер                               | 8 марта 2009     | DABE11    |
| 23 года назад футбольная команда Арленского университета "Длиннороги" проиграла "Мустангам" в чемпионате штата – как все считают, из-за Хэнка, который подвернул лодыжку и не смог играть. "Длиннороги" решают провести матч-реванш, но во время тренировки Билл случайно сломал Хэнку нос. Неужели команда опять потерпит поражение?           | |                               |                                                            |                  |           |
| 247 | «Uncool Customer» Распущенный клиент | Триша Гарсия                  | Кристи Стрэттон                                            | 15 марта 2009    | DABE12    |
| Пегги хочет быть крутой и современной и находит себе гламурную подругу, на дочку которой запал Бобби. Пегги и Бобби приглашают на вечеринку, которую они благополучно испортили. | |                               |                                                            |                  |           |
| 248 | «Nancy Does Dallas» Нэнси покоряет Даллас | Триша Гарсия                  | Тони Гама-Лобо и Ребекка Мэй                               | 22 марта 2009    | DABE13    |
| Нэнси получает престижную работу в Далласе и временно оставляет Дейла на хозяйстве. Все тараканы и мозговые черви Дейла активизируются, и дом начинает трещать по швам. | |                               |                                                            |                  |           |
| 249 | «Born Again on the Fourth of July» Перерождённый на день независимости | Кен Вонг                      | Эрин Эрлих                                                 | 19 апреля 2009   | DABE14    |
| Бобби не слушается родителей. Лаки решил помочь и отвел парня в свою церковь, после чего Бобби захотел спасать грешные души всех вокруг. Тем временем Рейни–стрит готовится отметить день Независимости и побить Милтон-стрит по части фейерверков…все заканчивается грандиозной битвой яйцами и помидорами.                                    | |                               |                                                            |                  |           |
| 250 | «Serves Me Right for Giving General George S. Patton the Bathroom Key» Так мне и надо за то, что смыл прах генерала Джорджа С. Паттона в унитаз | Стив Робертсон                | Тим Кростон и Чип Холл                                     | 26 апреля 2009   | DABE15    |
| О ссоре Билла с Дейлом и о том, как Хэнк с друзьями выполняли последнюю волю Коттона, смывая его прах в унитаз. | |                               |                                                            |                  |           |
| 251 | «Bad News Bill» Дурные вести Билл | Рональд Рубио                 | Дэйв Шифф                                                  | 3 мая 2009       | DABE16    |
| Тренер Младшей бейсбольной лиги постоянно подбадривает Бобби, уверяя, что у того есть способности. Хэнк недоволен, пока не убеждается, что тренерская техника все-таки дала плоды. | |                               |                                                            |                  |           |
| 252 | «Manger Baby Einstein» Детские ясли Эйнштейна | Кёнхи Лим                     | Санджай Шах                                                | 10 мая 2009      | DABE17    |
| Луэнн стремится стать восходящей звездой в детской развлекательной индустрии со своими "куклами из яслей", но понимает, что это не совсем то, что она ожидала. Дейл пишет детскую книжку про пулю, которая потерялась и её ищет мама-автомат.                                                                                                   | |                               |                                                            |                  |           |
| 253 | «Uh-Oh Canada» Мм... Ох Канада | Тони Клак                     | Джерри Коллинз                                             | 17 мая 2009      | DABE18    |
| Бумхауэр меняется домами с канадской семьей на лето. Хэнк с товарищами хотят как-то смягчить новым соседям притирание, но вскоре понимают, что канадцы и арленцы две вещи несовместные. Тем временем у Бумхауэра роман с франко-канадкой. | |                               |                                                            |                  |           |
| 254 | «The Boy Can't Help It» Мальчик ничего не может поделать | Джефф Майерс                  | Дэн Мак Грат                                               | 13 сентября 2009 | DABE19    |
| С приближением вечера выпускников Бобби неожиданно становится нарасхват среди старшеклассниц, но он лишь пешка в чужой игре. | |                               |                                                            |                  |           |
| 255 | «To Sirloin with Love» Для Филе с любовью | Кёнхи Лим                     | Джим Даутерив Тони Гама-Лобо и Ребекка Мэй Кристи Стрэттон | 13 сентября 2009 | DABE20    |
| Новое увлечение Бобби – оценка мяса – впечатляет Хэнка. Он считает, что теперь их отцовско-сыновьи узы по-настоящему крепки (официально считается заключительной серией). | |                               |                                                            |                  |           |
| 256 | «The Honeymooners» Новобрачные | Триша Гарсия                  | Пол Корриган и Брэд Уолш                                   | 3 мая 2010       | DABE21    |
| Хэнк узнает, что его мать собирается выйти замуж за незнакомого ему человека и переехать жить в трейлер. Примечание: Этот эпизод был посвящён памяти Бриттани Мерфи. | |                               |                                                            |                  |           |
| 257 | «Bill Gathers Moss» Билл собирает мох | Майкл Лойя                    | Арон Абрамс и Грегори Томпсон                              | 5 мая 2010       | DABE22    |
| Билл приглашает директора Мосса и бывшую "девушку месяца" из "Плейбоя" жить к себе домой. Позже к ним присоединяется русский торговец подделками. | |                               |                                                            |                  |           |
| 258 | «When Joseph Met Lori and Made Out with Her in the Janitor's Closet» Когда застукали Джозефа и Лори, целующимися в подсобке дворника | Кен Вонг                      | Санджай Шах                                                | 6 мая 2010       | DABE23    |
| После спора с Джозефом о том, с кем и как ему встречаться, Дейл обнаруживает себя в психушке. | |                               |                                                            |                  |           |
| 259 | «Just Another Manic Kahn-Day» Просто ещё один безумный Кан-день | Джек Перкинс и Стив Робертсон | Дженнифер Барроу                                           | 6 мая 2010       | DABE24    |
| Хэнк вынашивает планы по созданию экстрамеганавороченного гриля для барбекю, чтобы выставить на соревнования, но битвы Кана со своим маниакально-депрессивным психозом нависают над его детищем угрозой. | |                               |                                                            |                  |           |

### Четырнадцатый сезон: 2025
| # | Название серии                                                     | Режиссёр(ы)           | Сценарист(ы)                                    | Премьера       | Код серии |
| --- | ------------------------------------------------------------------ | --------------------- | ----------------------------------------------- | -------------- | --------- |
| 260 | «Return of the King» Возвращение Короля                            | Келли Тернбулл        | Майк Джадж, Грег Дэниелс и Саладин К. Паттерсон | 4 августа 2025 | EABE01    |
| Спустя восемь лет после событий оригинального мультсериала, Хэнк и Пегги провели некоторое время в Саудовской Аравии, а затем вернулись в Арлен и обнаружили, что там всё совсем по-другому. Бобби, который теперь работает шеф-поваром в японо-немецко-американском фьюжн-ресторане, которым он владеет совместно с Ченом Васонасонгом, знакомится с девушкой из колледжа и сталкивается с Конни Суфанусинфон. |                                                                    |                       |                                                 |                |           |
| 261 | «The Beer Story» Пивная История                                    | Молли Хелмс           | Норд Хисюк                                      | 4 августа 2025 | EABE02    |
| Хэнк и Бобби соревнуются в пивном конкурсе в Далласе, когда между ними возникает спор о том, какое из предпочитаемых ими сортов пива (для Хэнка — традиционное, а для Бобби — с добавленным вкусом) лучше. Примечание: Это первый эпизод мультсериала, в котором Тай ЛаКлер и Ки Хон Ли озвучивают Джозефа Гриббла и Чена Васонасонга, соответственно. |                                                                    |                       |                                                 |                |           |
| 262 | «Bobby Gets Grilled» Бобби Поджаривается                           | Аллан Якобсен         | Норд Хисюк и Энтони Дель Брокколо               | 4 августа 2025 | EABE07    |
| Бобби подвергается нападкам со стороны толпы, считающей, что его ресторан представляет собой культурное присвоение, в то время как Хэнк, Пегги и Грибблсы присоединяются к экскурсии по музею, но постоянные излияния Дейла о теориях заговора становятся все более популярными. Примечание: Это первый эпизод мультсериала, в котором Тоби Хасс и Кеннет Чой озвучивают Дейла Гриббла и Теда Васонасонга, соответственно. |                                                                    |                       |                                                 |                |           |
| 263 | «Chore Money, Chore Problems» Деньги за Работу, Проблемы с Работой | Кёнхи Лим             | Сэм Фишелл                                      | 4 августа 2025 | EABE03    |
| Желая чувствовать себя полезным после выхода на пенсию, Хэнк присоединяется к Бумхауэру в его бизнесе по разнорабочим, работающим по принципу «от двери к двери». Но после того, как Бумхауэр получает травму, и Хэнк берет на себя управление, он вскоре обнаруживает, что клиенты Бумхауэра склонны относиться к нему слишком лично. Бобби узнает, что Чен и Конни встречаются, и вскоре Конни знакомит его с одной из своих подруг в танцевальном клубе. |                                                                    |                       |                                                 |                |           |
| 264 | «New Ref in Town» Новый Судья в Городе                             | Майкл Бейлис          | Энтони Дель Брокколо                            | 4 августа 2025 | EABE04    |
| Хэнк становится футбольным судьей, но стесняется рассказать об этом своим друзьям, неравнодушным к футболу, и ситуация усложняется, когда Дейл и Билл узнают об этом. Бобби пытается купить машину и умудряется перещеголять типичного нечистого на руку продавца, но владельцу автосалона удаётся воспользоваться добротой Бобби, чтобы купить стареющую лошадь, которую должны убить. |                                                                    |                       |                                                 |                |           |
| 265 | «Peggy's Fadeout» Угасание Пэгги                                   | Келли Тернбулл        | Джереми Сю                                      | 4 августа 2025 | EABE05    |
| Хэнк узнает, что Билл солгал группе чернокожих парикмахеров, с которыми он работал, о том, что он женат на Пегги, и когда Пегги просит Билла рассказать им правду, Билл вместо этого устраивает фальшивые похороны Пегги. Бобби узнает, что у Конни и Чена открытые отношения, и они встречаются со столькими людьми, с кем хотят, а растерянный Бобби вскоре знакомится с активисткой по имени Уиллоу. |                                                                    |                       |                                                 |                |           |
| 266 | «Any Given Hill-Day» Любой Данный Хилл-День                        | Молли Хелмс и Энни Ли | Эрика Росбе                                     | 4 августа 2025 | EABE06    |
| Уиллоу присоединяется к Хэнку и Бобби в лагере фэнтези-футбола для команды «Далласские ковбои», но в конечном итоге Хэнк и Уиллоу сближаются, из-за чего Бобби чувствует себя третьим лишним. Однако вскоре он и Хэнк обнаруживают, что у Уиллоу есть скрытый мотив присоединиться к ним. Пегги считает, что ее соседи слишком замкнуты в своих устройствах, и открывает библиотеку, где можно взять книги напрокат, чтобы сплотить сообщество, но позже понимает, что в книгах, которые она для этого использовала, были клопы. Примечание: Это последний эпизод мультсериала, в котором Джонни Хардвик озвучивает Дейла Гриббла. Этот эпизод был посвящён его памяти. |                                                                    |                       |                                                 |                |           |
| 267 | «Kahn-scious Uncoupling» Разрыв Кана                               | Кёнхи Лим             | Джереми Сю                                      | 4 августа 2025 | EABE09    |
| Хэнк узнает, что Мин развелась с Каном некоторое время назад, и Кан берет с него клятву хранить это в тайне ради их фальшивой вечеринки в честь 30-летия, но Хэнк вскоре посвящает Пегги в секрет. Бобби нанимают на должность шеф-повара вечеринки, и вскоре он узнает о разводе, а его беспокойство о том, как Конни это воспринимает, вскоре приводит к тому, что все приглашенные узнают правду из-за того, что Дейл потерял секретную камеру. Примечание: Это первый эпизод мультсериала, в котором Ронни Чиенг озвучивает Кана Суфанусинфона. |                                                                    |                       |                                                 |                |           |
| 268 | «No Hank Left Behind» Ни одного Хэнка не бросили                   | Саманта Арнетт        | Стефани М. Джонсон                              | 4 августа 2025 | EABE08    |
| Хэнк берет своего сводного брата-подростка «Хорошего Хэнка» в лагерь, предназначенный только для мужчин. Пегги подворачивает ногу, но продолжает страдать от панических атак во время МРТ, и Бобби вынужден разрешить ей остаться в его квартире, где она отвлекает его от подготовки к открытию ресторана. |                                                                    |                       |                                                 |                |           |
| 269 | «A Sounder Investment» Более Здоровое Вложение                     | Майкл Бейлис          | Марселина Чавира                                | 4 августа 2025 | EABE10    |
| Хэнк не хочет вкладывать деньги в новый бизнес Бумхауэра по убийству диких кабанов, но начинает сомневаться после того, как случайно вовлек в это дело своего бывшего босса Бака Стрикленда. Бобби и Конни начинают встречаться, но, пытаясь соответствовать своему возрасту и вспоминая былые времена, похоже, что их отношения находятся в процессе развития. Примечание: Это последний эпизод мультсериала, в котором Джонатан Джосс озвучивает Джона Красный Початок. Этот эпизод был посвящён его памяти. |                                                                    |                       |                                                 |                |           |